# Christoph Martin Wieland

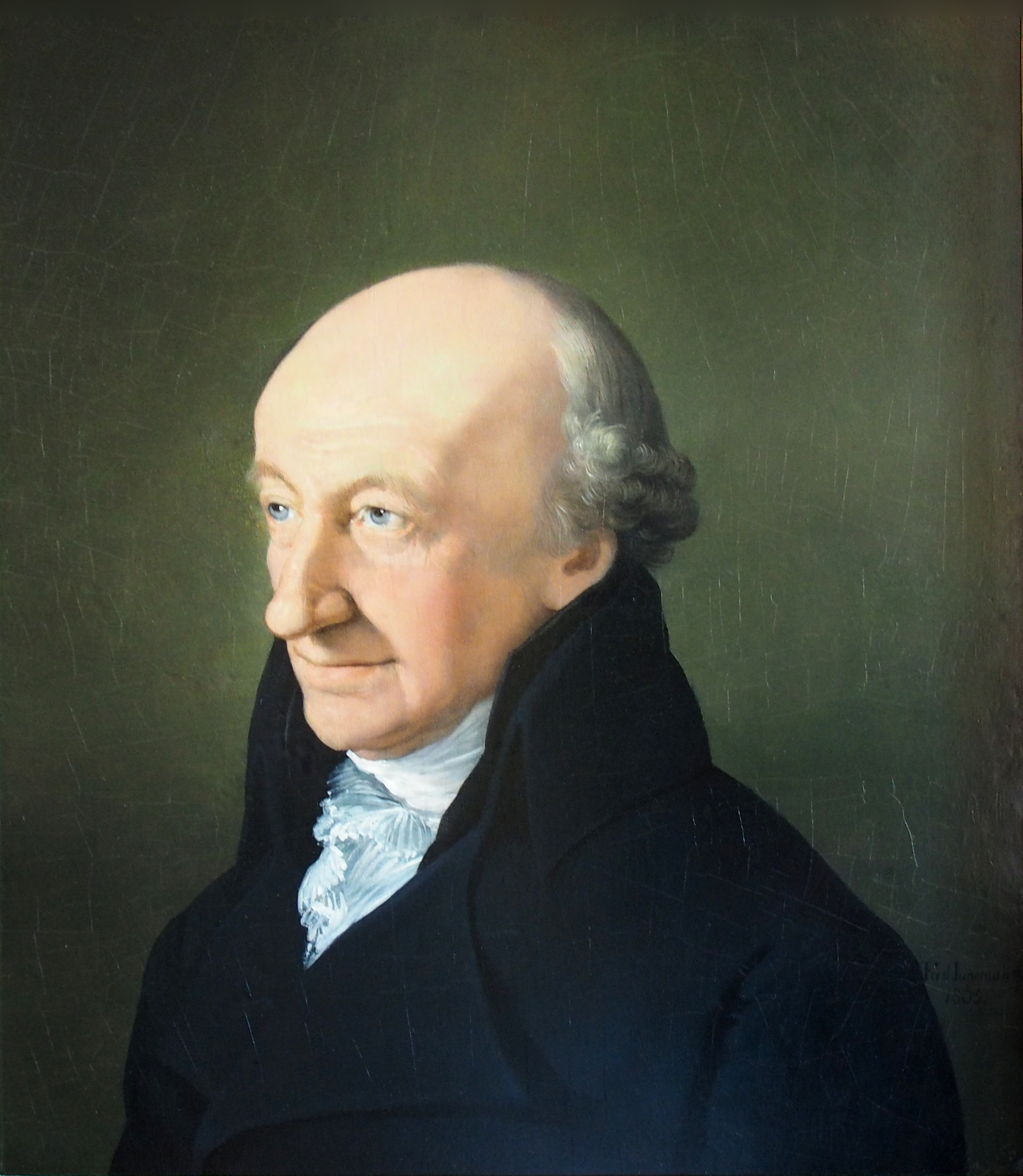
Christoph Martin Wieland von Ferdinand Jagemann (1805).
Wielands Unterschrift:

Christoph Martin Wieland (* 5. September 1733 in Oberholzheim bei Biberach an der Riß; † 20. Januar 1813 in Weimar, Sachsen-Weimar-Eisenach) war ein deutscher Dichter, Übersetzer und Herausgeber zur Zeit der Aufklärung.
Wieland war einer der bedeutendsten Schriftsteller der Aufklärung im deutschen Sprachgebiet und der Älteste des klassischen Viergestirns von Weimar, zu dem neben ihm Johann Gottfried Herder, Johann Wolfgang Goethe und Friedrich Schiller gezählt werden.

## Leben

### Abstammung, Kindheit und Jugend

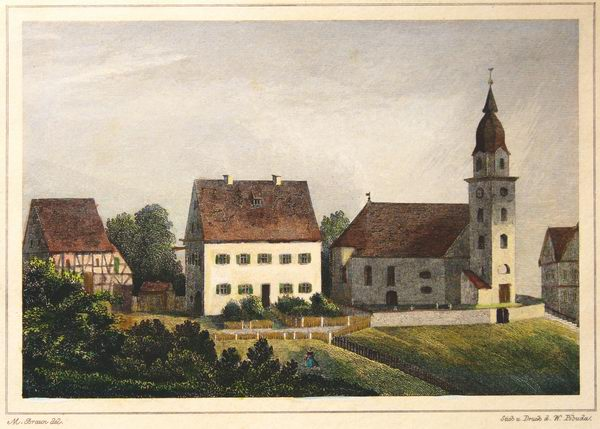
Wielands Geburtshaus in Oberholzheim, Ansicht von 1840

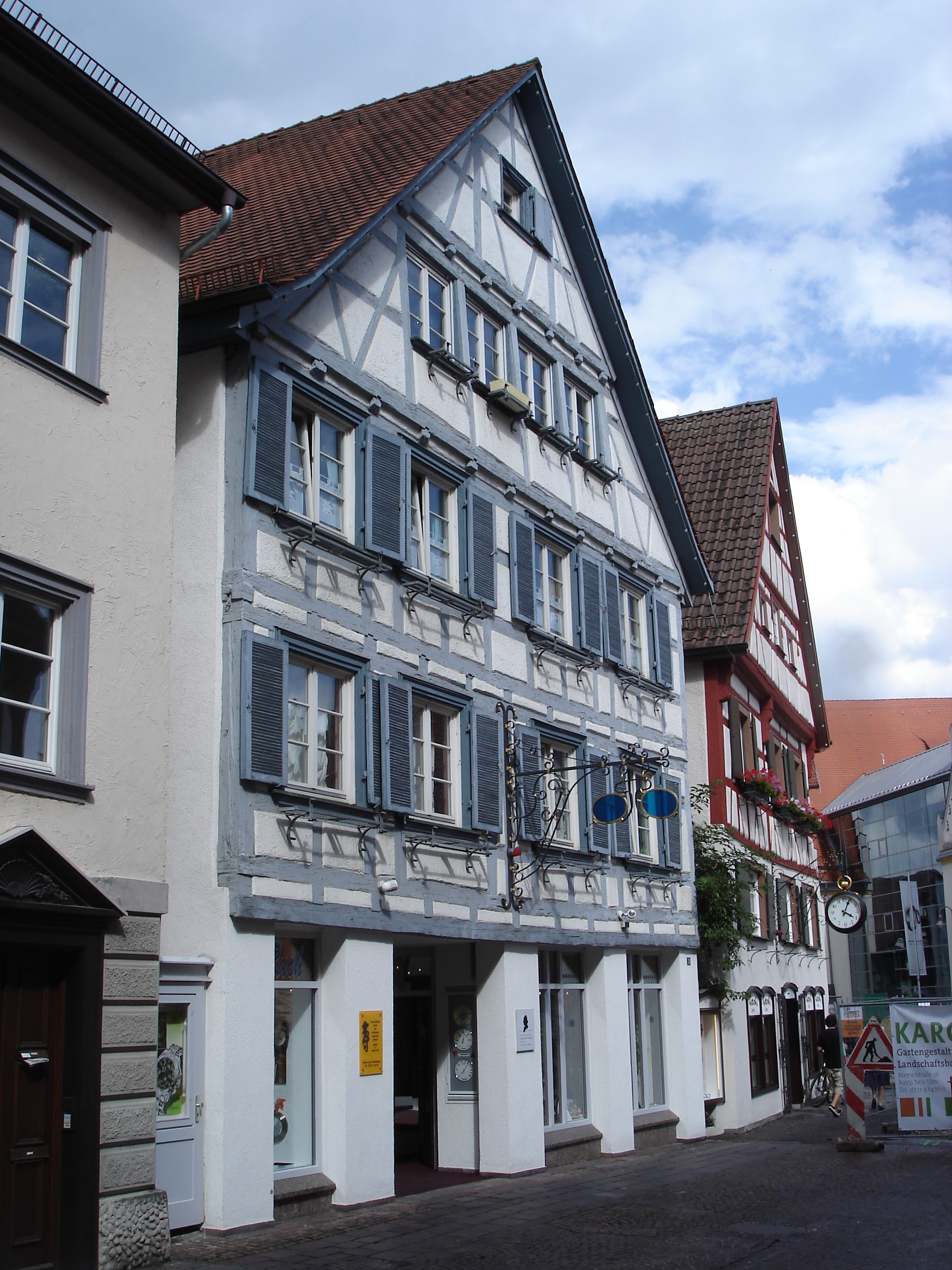
Wielands Elternhaus in Biberach

Geboren wurde Christoph Martin Wieland im Pfarrhaus von Oberholzheim, einem Dorf, das damals eine Pfründe des Hospitals zum Heiligen Geist der freien und paritätischen Reichsstadt Biberach war. Seine Vorfahren übernahmen 1560 die Schildgerechtigkeit des Gasthauses zum Schwarzen Bären am Biberacher Marktplatz. Als Gastgeber dieses Gasthauses erlangten sie Einfluss im Rat der Stadt und stellten mit Wielands Urgroßvater Martin Wieland (Doctor juris) (* 18. November 1624 in Biberach; † 1. Januar 1685 ebd.) sogar einen Bürgermeister dieser Stadt. Aus dessen erster, 1649 geschlossenen Ehe mit Maria Waldburga Wern (* 10. August 1627 in Biberach; † 7. Januar 1669 ebd.) stammt der Großvater des späteren Dichters Thomas Adam Wieland d. Ä. (* 27. Juli 1653 in Biberach; † 29. März 1729 in Oberholzheim). Dieser hatte an den Universitäten Straßburg, Wittenberg, Basel und Tübingen studiert und sich 1680 den akademischen Grad eines Magisters der Philosophie erworben. Er ergriff den Beruf eines Theologen und wirkte ab 1680 in Kohlstetten und Kleinengstingen, ab 1688 in Mundigen und ab 1693 als Pfarrer in Oberholzheim. Aus dessen am 1. Juli 1680 geschlossenen Ehe mit der Pfarrerstochter Anna Maria Brigel (* 1. Februar 1661 in Biberach; † 3. Juli 1739 ebd.) stammen einige Kinder ab, von denen Christoph Martin Wielands gleichnamiger Vater Thomas Adam Wieland d. J. (* 3. Januar 1704; † 27. September 1772 in Biberach) ebenfalls den Beruf eines Theologen ergriff.
Thomas Adam Wieland d. J. hatte in Tübingen und Halle studiert, sich ebenfalls den Grad eines Magisters erworben und wurde als Nachfolger seines Vaters Pfarrer in Oberholzheim. Thomas Adam Wieland d. J. verheiratete sich mit der späteren Mutter des Dichters Regina Katharina Kick (* 1. Juli 1715 in Biberach; † 27. Februar 1789 in Weimar), der Tochter des Majors im Markgräflichen Badenschen  Kreisregiment Erbprinz Johann Christoph Kick (* 1. Juli 1663 in Lindau; † 22. August 1741 in Biberach) und dessen am 22. November 1693 geheirateter zweiter Ehefrau, der aus Biberach stammenden Marie Christine Rauh (* 21. Februar 1689 Biberach: † 24. Januar 1765 ebd.). Da Thomas Adam Wieland d. J. 1736 die Stelle eines Siechenpredigers an der Magdalenenkirche in Biberach erhielt, zog die Familie dorthin. Hier wurde sein Vater 1755 Abendprediger und 1761 Frühprediger Senior der kirchlichen Einrichtung. Aus der Ehe der Eltern stammen auch der Sohn Johann Gottlieb Wieland († jung), Justinus Sebastian Wieland († jung), Thomas Adam Wieland (* 13. Dezember 1735 in Oberholzheim; † 8. Mai 1764 in Biberach), der Gold- und Silberarbeiter wurde, und die Tochter Marie Justine Regina Wieland († jung). Als Taufzeugen in der Stadtkirche von Oberholzheim fungierten Johann Gottlieb von Gaupp, Justinus Hartmann, Katharina Justina Zell und Regina Margaretha Rauh.
Nach der Versetzung des Vaters wurde Christoph Martin Wieland von diesem, von Privatlehrern und später in der Biberacher Stadtschule unterrichtet. Schon mit zwölf Jahren versuchte er sich in lateinischen und deutschen Versen, mit sechzehn Jahren hatte er bereits fast alle römischen Klassiker gelesen; unter den damals modernen Schriftstellern zogen ihn die Aufklärer Voltaire, Bernard le Bovier de Fontenelle und Pierre Bayle, unter den deutschen Poeten insbesondere Barthold Heinrich Brockes an.
Im pietistischen Internat zu Kloster Berge bei Magdeburg, das Christoph Wieland ab 1747 besuchte, wurde der junge Wieland zu einem großen Verehrer Friedrich Gottlieb Klopstocks. Ohne Abschluss beendete er die Klosterschule und schrieb sich 1749 an der Universität Erfurt zum Studium der Philosophie ein. Bei seinem Verwandten Johann Wilhelm Baumer lernte er dort den Don Quijote, aber auch die Philosophie von Gottfried Wilhelm Leibniz und Christian Wolff kennen und schätzen. Im Sommer 1750 brach er das Studium ab und kehrte ins väterliche Haus nach Biberach zurück. Er begann eine Liebesbeziehung mit seiner zwei Jahre älteren Cousine Sophie Gutermann (spätere Sophie von La Roche) und verlobte sich mit ihr. Diese Verbindung löste ihn aus einer inneren Vereinsamung; Sophie (deren Roman Geschichte des Fräuleins von Sternheim er zwei Jahrzehnte später, im Jahr 1771, veröffentlichen sollte) regte ihn zu seinem ersten größeren Werk an, das 1752 anonym veröffentlicht wurde: Die Natur der Dinge oder die vollkommenste Welt. Ein Lehrgedicht in sechs Büchern.

### Studium, Schweiz (1750–1759)
Im Herbst 1750 begann Wieland an der Universität Tübingen ein Jurastudium, das er jedoch bald zugunsten der Literatur und des eigenen poetischen Schaffens vernachlässigte. Sein Heldengedicht Hermann in fünf Gesängen sandte er an Johann Jakob Bodmer – den „grand old man“ des Zürcher Literaturlebens, was zu einem intensiven persönlichen Briefwechsel führte. Schon bald gab Wieland das ungeliebte Jurastudium ganz auf und widmete sich seiner Bildung und der Literatur. Seine Erstlingswerke kennzeichnen ihn als leidenschaftlichen Klopstockianer, der eine spezifisch christliche Dichtung anstrebt.
Im Sommer 1752 folgte Wieland einer Einladung Bodmers nach Zürich. Der folgende Aufenthalt in der Schweiz sollte acht Jahre währen. Aufs Herzlichste empfangen, wohnte er eine Weile bei Bodmer als dessen Schüler und wirkte mit an der neuen Herausgabe der 1741 erschienenen, gegen Johann Christoph Gottsched gerichteten Züricherischen Streitschriften. In den folgenden Jahren stand er in anregendem Verkehr mit den wichtigsten Züricher Vertretern der Aufklärung wie Johann Jakob Breitinger, Hans Caspar Hirzel, Salomon Gessner. 1753 erschienen seine Briefe von Verstorbenen an hinterlassene Freunde.
Überhaupt pflegte Wieland zeitlebens zahlreiche Freundschaften, sowohl zu Männern als auch zu Frauen. Nicht allein wegen dieser von ihm mannigfaltig unterhaltenen persönlichen Beziehungen, sondern auch aufgrund der Thematisierung in seinem literarischen Schaffen ist er als „einer der großen Virtuosen der aufklärerisch empfindsamen Freundschaftskultur“ bezeichnet worden. Demnach hatte er erheblichen Anteil an der mentalitätsgeschichtlich herausgearbeiteten Neugestaltung von Emotions- und Beziehungsverhältnissen im ausgehenden 18. Jahrhundert.
Ende 1753 löste Sophie die Verlobung mit Wieland und heiratete den kurmainzischen Hofrat Georg Michael Anton La Roche (1720–1788). Dies sowie ein längerer Aufenthalt im pietistisch geprägten Haus der Familie Grebel in Zürich trugen dazu bei, dass Wieland noch eine Zeit lang an seiner „frommen“ Sprache festhielt. In seinen Hymnen (Zürich 1754) und den Empfindungen eines Christen (Zürich 1755) wandte er sich besonders deutlich gegen jede erotische Poesie. Bald jedoch vollzog sich in ihm, besonders unter dem Einfluss der Schriften von Lukian, Horaz, Cervantes, Shaftesbury, d’Alembert, Voltaire eine vollständige Umkehr. 1754 trennte er sich von Bodmer und machte sich als Hauslehrer in Zürich selbstständig. Zunehmend wandelte er sich zum klassischen Vertreter der Aufklärung. Schon das Trauerspiel Lady Johanna Gray (Zürich 1758) – das erste deutsche Drama in Blankversen – begrüßte Lessing mit der Bemerkung, Wieland habe „die ätherischen Sphären verlassen und wandle wieder unter Menschen“. Lessing erachtet das Stück insgesamt allerdings als missglücktes Plagiat, das Wieland von Nicholas Rowe habe (vgl. 63.–64. Brief, die neueste Literatur betreffend). Im selben Jahr schrieb Wieland das epische Fragment Cyrus (Zürich 1759), zu dem ihn Friedrich II. von Preußen angeregt hatte.
Inzwischen war Wieland nach Bern gezogen, wo er ebenfalls als Hauslehrer tätig war. Dort verlobte er sich mit Julie Bondeli, der späteren Freundin Jean-Jacques Rousseaus. Pläne, eine Zeitschrift herauszugeben, musste Wieland aus finanziellen Gründen bald aufgeben. Vermutlich vernichtete er aufgrund von Bondelis Kritik in dieser Zeit auch das Manuskript zur Satire Lucians des Jüngeren wahrhafte Geschichte.

### Biberach, Erfurt (1760–1772)

Christoph Martin Wieland in seiner Zeit als Biberacher Kanzleiverwalter. Gemälde von Georg Oswald May im Braith-Mali-Museum in Biberach

1760 kehrte Wieland nach Biberach an der Riß zurück, wo er zum Senator gewählt und zum Kanzleiverwalter ernannt wurde. Ein Jahr darauf begann er eine Beziehung mit Christine Hogel. 1764 brachte diese von ihm ein Kind zur Welt; da eine Heirat mit einer katholischen Bürgerstochter für Wielands Familie jedoch unter keinen Umständen infrage kam, beendete er die Beziehung. Seine uneheliche Tochter Caecilia Sophie Christine starb früh. Auf Drängen seiner Familie heiratete er 1765 die Augsburger Kaufmannstochter Anna Dorothea von Hillenbrand (1746–1801), mit der er 14 Kinder haben sollte.
Die kleinbürgerlichen Verhältnisse seiner Vaterstadt bedrückten Wieland; doch fand er auf dem Schloss Warthausen des Grafen Stadion eine Stätte weltmännischer Bildung und persönlicher Anregung. Dort begegnete er auch seiner ehemaligen Verlobten Sophie wieder, die mit ihrem Mann bei Stadion lebte. Der Verkehr mit ihnen und anderen Personen dieser hochgebildeten Kreise führte zu Wielands endgültiger „Bekehrung“ ins Weltliche.
Nun folgte die Epoche der schriftstellerischen Tätigkeit, die Wielands Ruhm und Bedeutung für die deutsche Literatur begründete. Um 1761 begann er den Roman „Geschichte des Agathon“, der nach seinem Erscheinen 1766/1767 ein großer Erfolg wurde. 1764 folgte „Don Silvio von Rosalva, oder der Sieg der Natur über die Schwärmerey“. In beiden Werken lassen sich Einflüsse von Miguel de Cervantes, Laurence Sterne und Henry Fielding nachweisen. Parallel dazu arbeitete er seit 1762 an der Übersetzung der Stücke William Shakespeares (Zürich 1762–66, 8 Bde.), mit denen er das Theaterleben in Deutschland nachhaltig beeinflusste. Im Biberacher Komödienhaus wurde 1762 erstmals in Deutschland ein Shakespeare-Stück in seiner Übersetzung in deutscher Sprache aufgeführt, die Komödie Der Sturm. Mit den beiden Romanen, den Dichtungen „Musarion oder die Philosophie der Grazien“ (1768) und „Idris“ (1768) sowie den Erzählungen „Nadine“ (1769), „Combabus“ (1770), „Die Grazien“ (1770) und „Der neue Amadis“ (1771) folgte Wieland seinem neuen Weg, der im vollen Gegensatz zu den Anschauungen seiner Jugend stand: Er verkündete eine Philosophie der heiteren Sinnlichkeit, der weltlichen Freuden, der leichten Anmut.

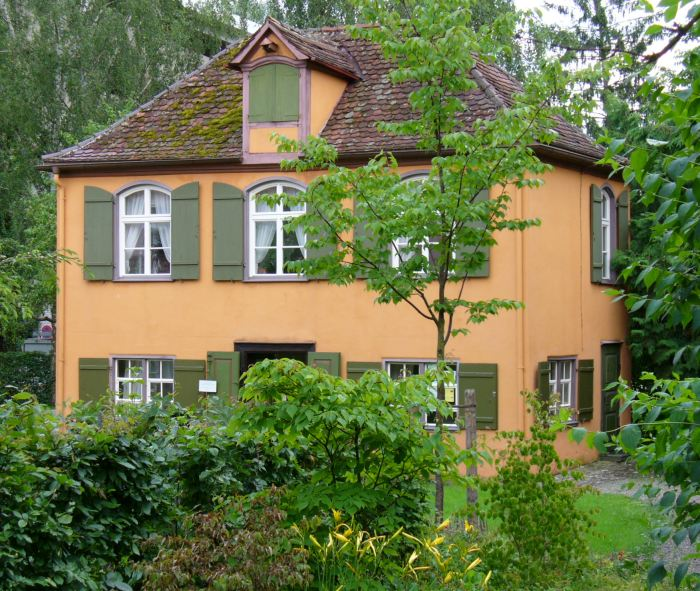
Das Wieland-Gartenhaus in Biberach
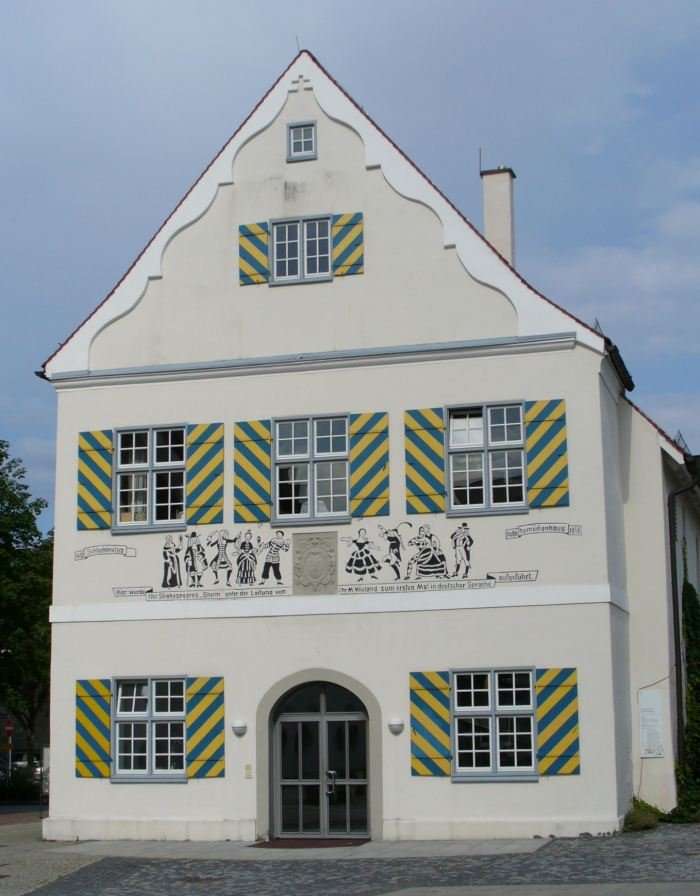
Ehemaliges Komödienhaus in der Schlachtmetzig in Biberach.
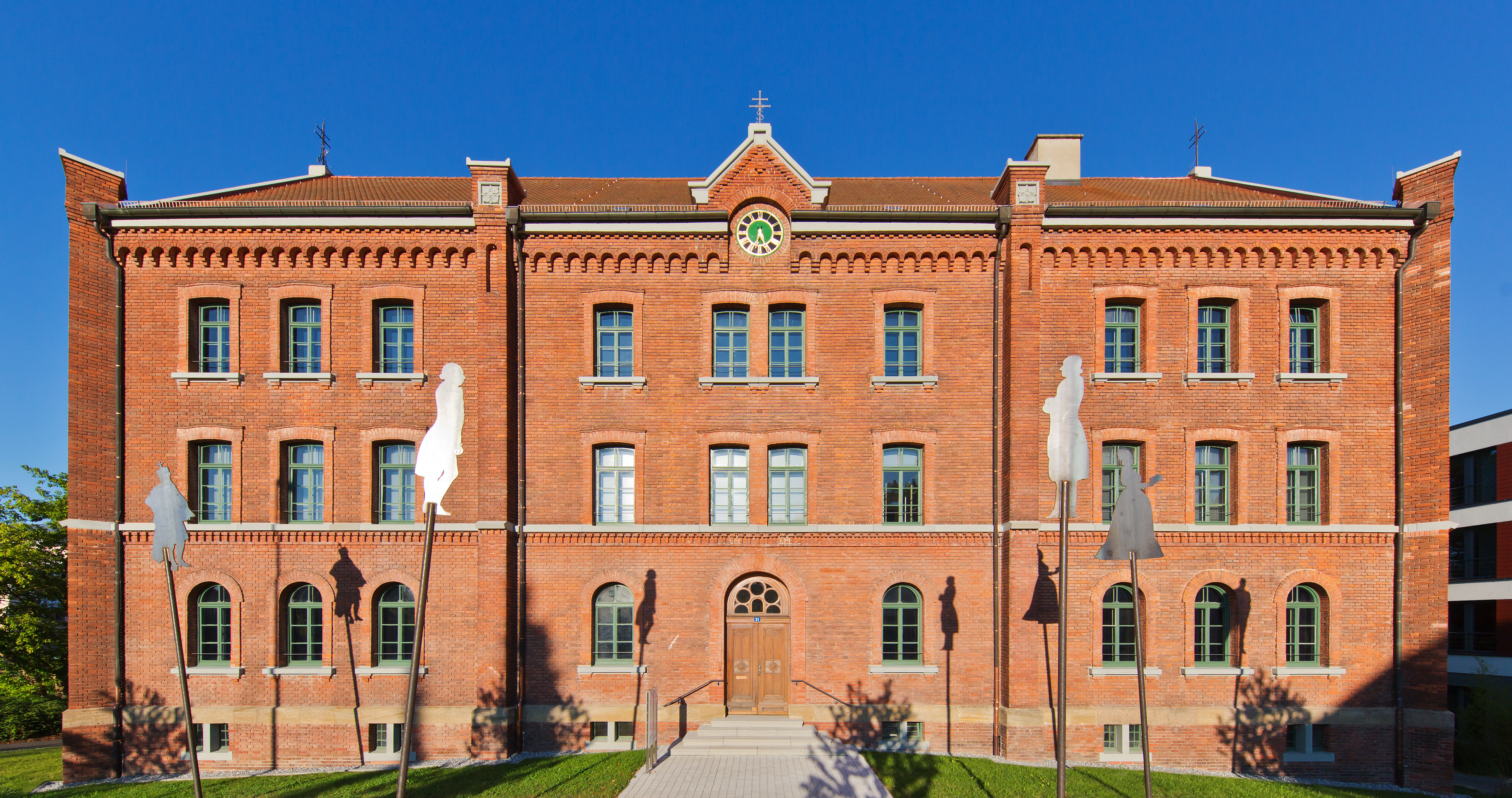
Wieland-Archiv im Haus der Archive in Biberach
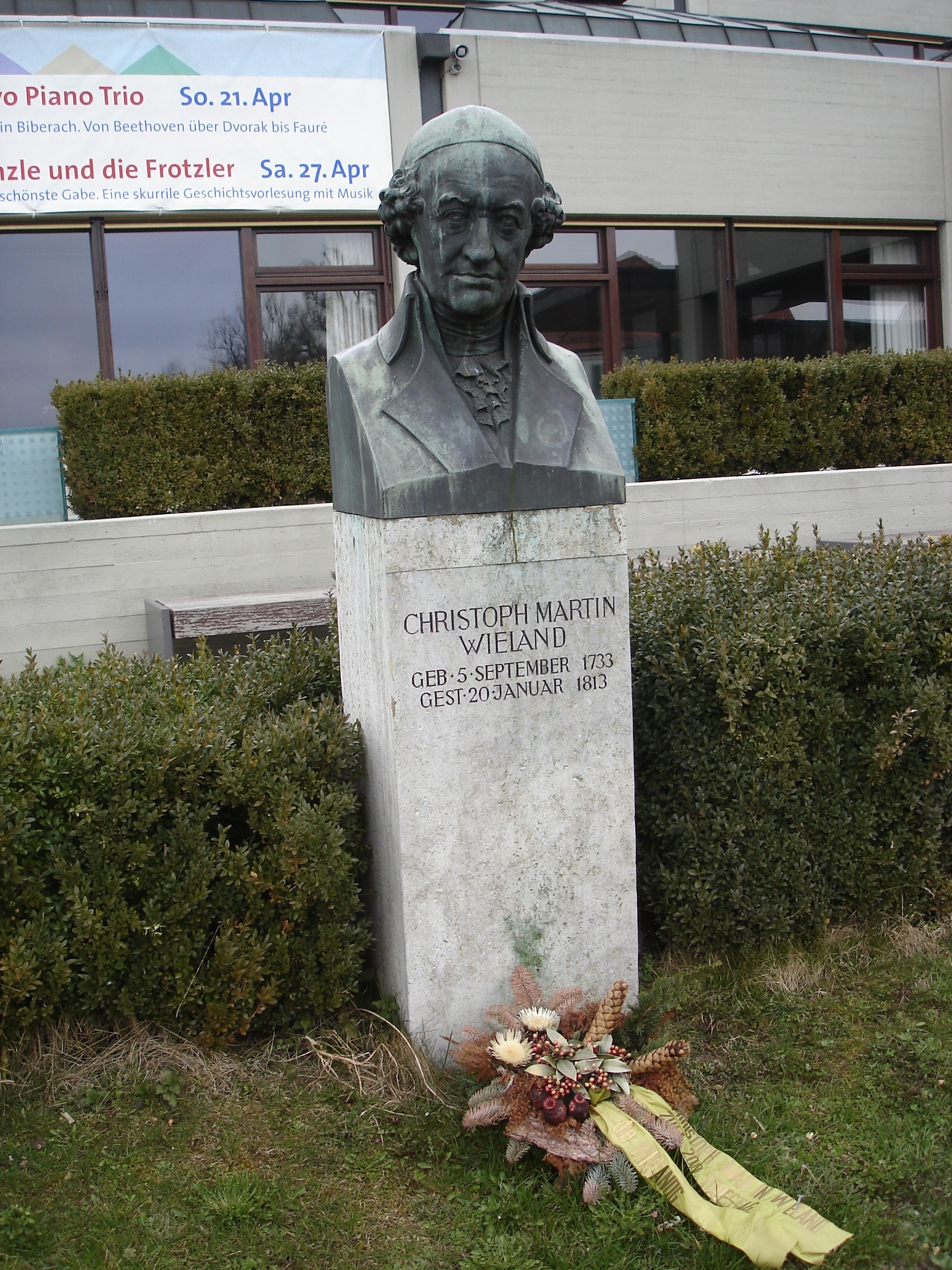
Wieland-Denkmal in Biberach
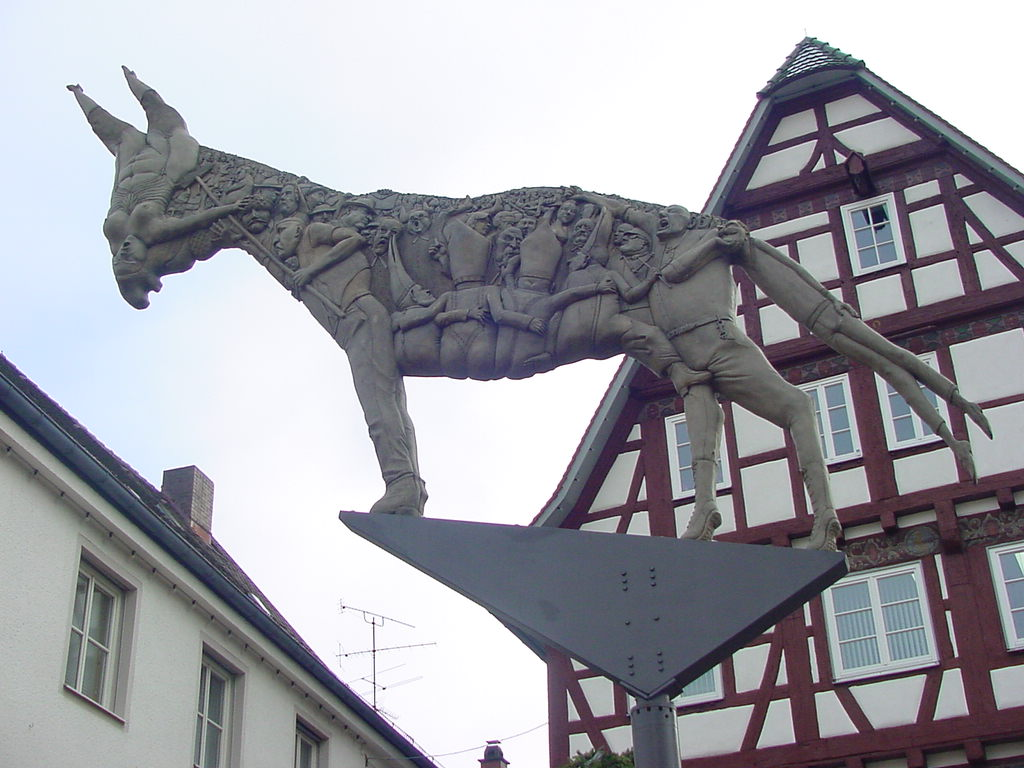
Eselskulptur von Peter Lenk[12] auf dem Marktplatz von Biberach.

1769 folgte Wieland einem Ruf an die Universität Erfurt. Seine Lehrtätigkeit tat seiner dichterischen Produktivität wenig Abbruch. In Erfurt, wo er im Haus „Zum Alten Schwan“ hinter der Krämerbrücke wohnte, verfasste er neben den bereits erwähnten Werken das Singspiel „Aurora“, die „Dialoge des Diogenes“ und den politisch-philosophischen Staatsroman „Der goldene Spiegel oder die Könige von Scheschian“ (1772). Letzterer war es, der ihm den Weg nach Weimar ebnete.

### Weimar (1772–1798)

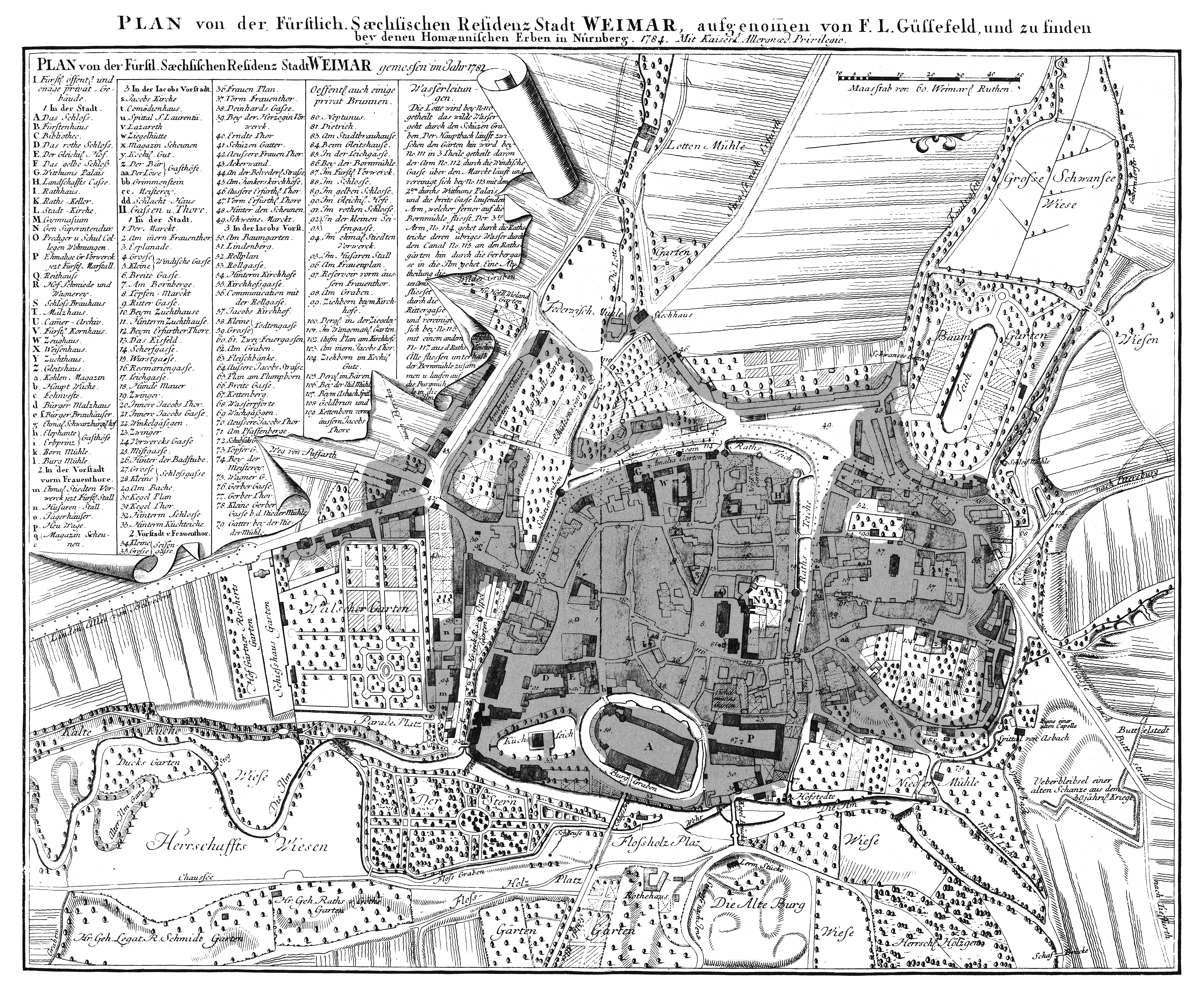
Stadtplan von Weimar (1784), auf dem links oberhalb der Mitte „H[er]r[n] HofR[at] Wieland[s] Garten“ eingetragen ist

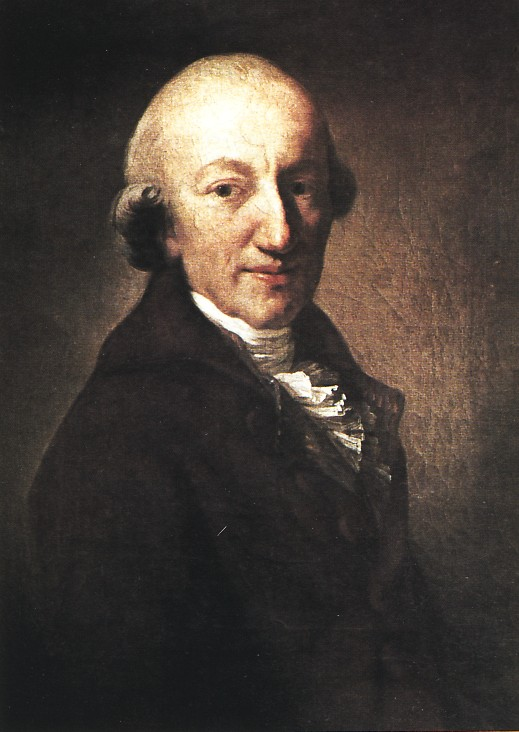
Christoph Martin Wieland; Gemälde von Anton Graff, 1794

1772 berief die verwitwete Herzogin und Komponistin Anna Amalia von Sachsen-Weimar Wieland zur Erziehung ihrer beiden Söhne nach Weimar. Wieland war kein Freund des Absolutismus, jedoch reizte ihn die Möglichkeit, auf den künftigen Herzog Einfluss nehmen zu können, und er sagte zu. Hier trat er in den geistig bedeutendsten Lebenskreis des damaligen Deutschland, der sich um die Herzogin gruppierte, und der schon bei seiner Ankunft Männer wie Johann Karl August Musäus, Karl Ludwig von Knebel, Friedrich Hildebrand von Einsiedel und Friedrich Justin Bertuch in seinen Bann zog und in sich schloss und der bald darauf durch Johann Wolfgang Goethe und Johann Gottfried Herder weitere Belebung und Anregung erhielt. Bereits 1771 hatte Anna Amalia die Seylersche Schauspiel-Gesellschaft unter der Leitung von Abel Seyler mit mehreren prominenten Schauspielern und Dramatikern, darunter Konrad Ekhof, an ihren Hof eingeladen; die Truppe blieb an Anna Amalias Hof bis 1774. Die Seylersche Schauspiel-Gesellschaft galt als „die beste Schauspielgesellschaft, welche in jener Zeit [1769–1779] in Deutschland existierte“. Wieland bezog als herzoglicher Hofrat ein gesichertes Gehalt, das ihm auch nach Karl Augusts Regierungsantritt als Pension verblieb.
In verlässlichen, ihn beglückenden Lebensverhältnissen entfaltete er eine frische und sich immer liebenswürdiger gestaltende poetische und allgemein literarische Tätigkeit. Mit dem Singspiel Die Wahl des Herkules und dem lyrischen Drama Alceste (1773) errang er breite Anerkennung. Endlich konnte er – nach französischem Vorbild – die Idee einer eigenen literarischen Zeitschrift verwirklichen. In „Der Teutsche Merkur“, dessen Redaktion er von 1773 bis 1789 führte, ließ er die eigenen dichterischen Arbeiten erscheinen, neben denen er auch eine ausgebreitete literaturkritische Tätigkeit übte, die sich lange Zeit hindurch auf fast alles erstreckte, was für die literarische Welt von Bedeutung war. Seine Kritik war gelegentlich sehr spöttisch, nie aber hämisch, eher nachsichtig und konstruktiv. Den Dichtern des Göttinger Hains – namentlich auch den Homer-Übersetzungen von Johann Heinrich Voß – wie auch den Frühromantikern mit ihren Theorien stand er allerdings skeptisch gegenüber.
Dichter des Sturm und Drang und des Göttinger Hains, insbesondere Voß und der Theologe Ernst Theodor Johann Brückner, befehdeten 1773 Wieland literarisch und verleumdeten ihn. Sie sahen in ihm ein überkommenes, französisch geprägtes und frivoles Rokoko verkörpert. Brückner veröffentlichte in der Hamburgischen Neuen Zeitung folgendes Epigramm: „Wieland./ Die Muse Sinons stieß ihn aus./ Voll Rach und Brunst den heißen Busen,/ Gerieth er in ein Hurenhaus,/ Und sah die Metzen an für Musen.“ Nach der Kritik des Hainbündlers Carl Friedrich Cramer an den Anfeindungen nahm Brückner Abstand von seinen Pasquillen.
Seine 1773 im Teutschen Merkur veröffentlichten Briefe über Alceste gaben Goethe Anlass zu der Farce Götter, Helden und Wieland. Wieland hatte die Figur des Herkules in der Tragödie des Euripides als unpassend und grobschlächtig kritisiert. Goethe, im vollen Saft seiner Sturm-und-Drang-Periode, ließ seinen Herkules als klassischen Helden auftreten, der den Literaten Wieland lächerlich machte. Auf diesen Angriff antwortete Wieland mit viel Verständnis für die jungen Rabauken. (Schon im Titel von Goethes Text ist wahrscheinlich eine zweite Lesemöglichkeit angelegt: Götter, Helden und Wieland.) Als Goethe bald darauf dem Ruf des Herzogs Karl-August nach Weimar folgte, bildete sich zwischen ihm und Wieland ein dauerndes Verhältnis der Anerkennung, dem er nach Wielands Tod in seiner bekannten Denkrede auf Wieland ein unvergängliches Denkmal setzte.
Nach dem Amtsantritt des jungen Herzogs zog Wieland sich von öffentlichen Ämtern zurück und widmete sich ganz seiner schriftstellerischen Arbeit als Kritiker, Aufklärer und Übersetzer. Die Gesellschaftssatire Geschichte der Abderiten, das romantische Gedicht Oberon (Weimar 1780), die poetischen Erzählungen Das Wintermärchen, Geron der Adlige, Schach Lolo, Pervonte u. a., gesammelt in den Auserlesenen Gedichten (Jena 1784–87), sowie die populäre Märchensammlung Dschinnistan (Winterthur 1786–1789) entstanden in Weimar und geben Zeugnis für seine schöpferische Vielfalt. Dazu gesellten sich die geistreiche Übersetzung der Briefe und Satiren des Horaz (Leipzig 1782 und 1786) sowie die kongeniale und bis heute klassische Übersetzung von Lukians sämtlichen Werken (Leipzig 1788 bis 1789) und zahlreiche kleinere Schriften.

### Oßmannstedt (1798–1803) und wieder Weimar (1803–1813)

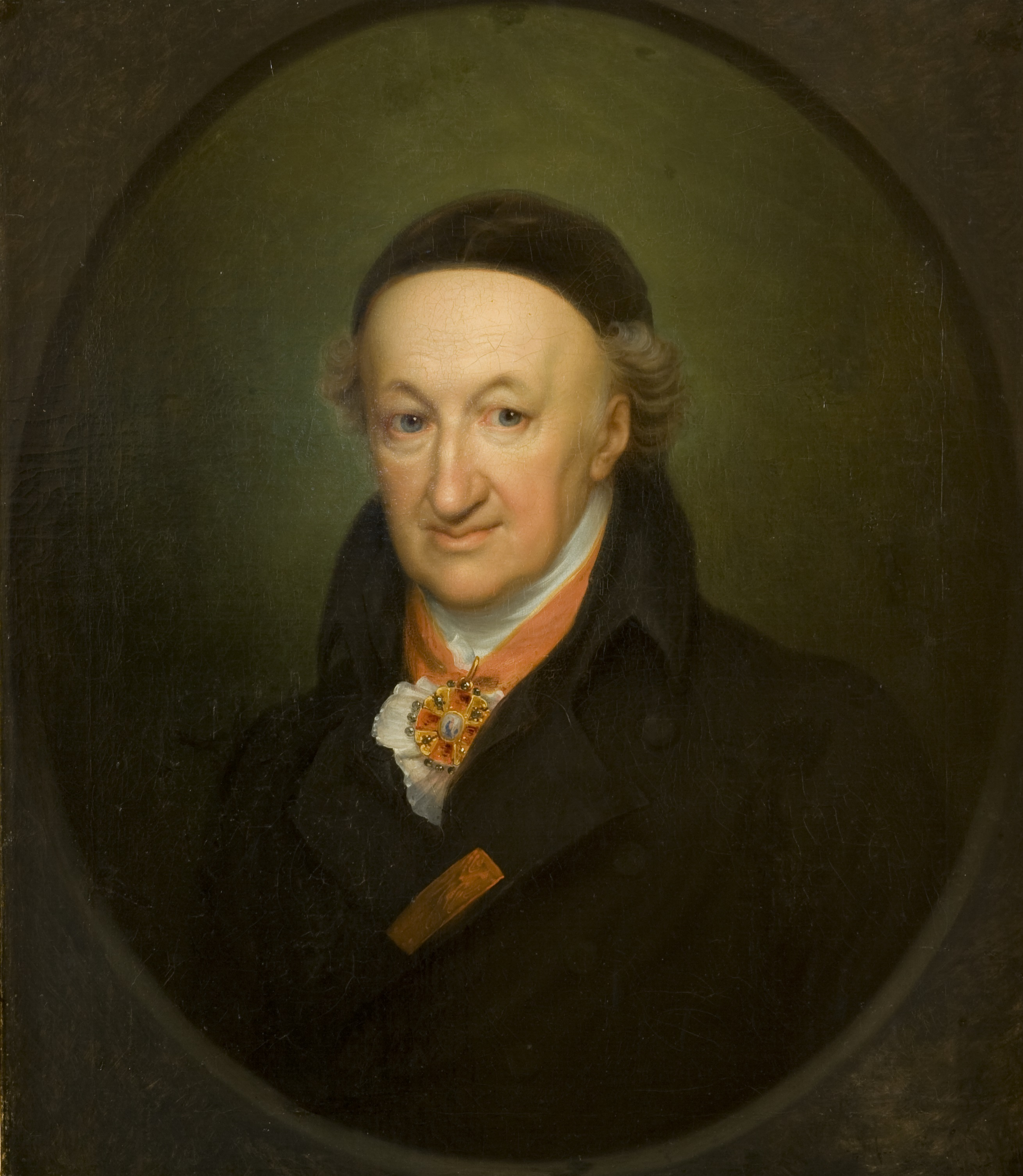
Christoph Martin Wieland, Gemälde von Gerhard von Kügelgen, 1808, Universitätsbibliothek Tartu

Eine Gesamtausgabe der bis 1802 erschienenen Werke (von 1794 an bei Göschen in Leipzig), hatte Wieland erlaubt, das Gut Oßmannstedt bei Weimar anzukaufen. Hier wollte er sich „eine Insel des Friedens und des Glücks“ aufbauen – inmitten der sich anbahnenden napoleonischen Kriege. Er wollte sich – im Alter von 65 Jahren – als Landwirt betätigen. Hier verlebte der Dichter seit 1798 im Kreise der großen Familie (seine Gattin hatte in 20 Jahren sieben überlebende Kinder geboren) einige glückliche und produktive Jahre. Seine frühere Verlobte, Sophie von La Roche, besuchte ihn mit ihrer Enkelin Sophie Brentano, mit der sich eine enge Freundschaft entwickelte. Dort besuchte ihn auch Heinrich von Kleist und las ihm den Robert Guiscard aus dem Manuskript vor.
Der Tod seiner Gattin am 8. November 1801 und die finanzielle Belastung durch das Gut bewogen ihn, das Gut 1803 zu veräußern und wieder in Weimar zu wohnen. Dort gehörte er dem Kreis der Herzogin Anna Amalia bis zu deren Tod an. Die Zeitschrift Attisches Museum, die Wieland allein 1796–1801, und das Neue attische Museum, das er mit Johann Jakob Hottinger und Friedrich Jacobs 1802–1810 herausgab, dienten dem Zweck, die deutsche Nation mit den Meisterwerken der griechischen Poesie, Philosophie und Redekunst vertraut zu machen. Im Attischen Museum veröffentlichte er unter anderem vier von ihm übersetzte Komödien von Aristophanes und zwei Tragödien von Euripides. 1806 war Wieland in Weimar Gastgeber von Adam Oehlenschläger. 1808 lud ihn Kaiser Napoleon zu einer Unterredung am Rande des Fürstenkongresses nach Erfurt ein. In dieser Zeit begann Wieland die sämtlichen Briefe des römischen Politikers Marcus Tullius Cicero zu übersetzen und zu kommentieren (1808 bis 1812, nach Wielands Tod von Friedrich David Gräter 1818 und 1821 vollendet). Im Alter von 76 Jahren trat er der Weimarer Freimaurerloge Anna Amalia zu den drei Rosen bei und hielt dort zahlreiche Vorträge.
Wieland blieb bis zu seinem Tod außergewöhnlich lebensfroh. Am 20. Januar 1813 starb er an den Folgen einer Erkältung.

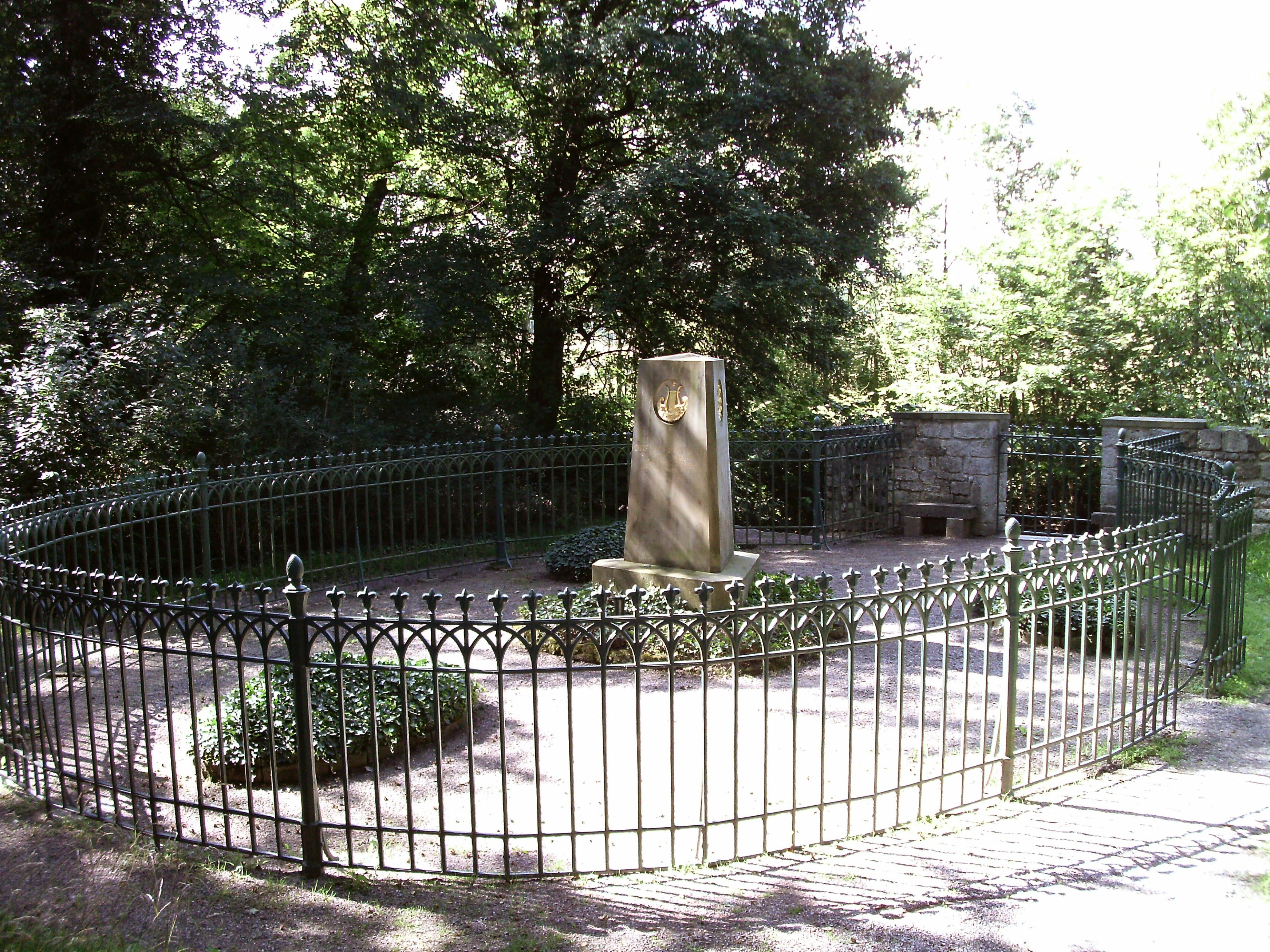
Wielands Grabobelisk im Park des Guts Oßmannstedt

Seinem Wunsch gemäß wurde er im Schlossgarten von Oßmannstedt neben seiner Frau und Sophie Brentano begraben. Das Grab befindet sich unter einem dreiseitigen Obelisken in einer Schleife der Ilm. Die Inschrift des Grabsteines ist ein Distichon und lautet:
LIEBE UND FREUNDSCHAFT UMSCHLANG DIE VERWANDTEN SEELEN IM LEBEN
UND IHR STERBLICHES DECKT DIESER GEMEINSAME STEIN.

## Zur Wirkung
Christoph M. Wieland war mit seinem Werk Geschichte des Agathon der Begründer der Tradition des deutschen Bildungsromans. Nach einer pietistischen Phase der Schwärmerei entwickelte er sich zu einem der einflussreichsten Schriftsteller der Aufklärung. Seine Verserzählungen sind gekennzeichnet durch meisterhafte Stilistik. Er beherrschte galant-witzig die Satire ebenso wie die Literaturkritik. Auch als Übersetzer leistete er Bedeutendes: seine in Weimar und Oßmannstedt entstandenen Horaz-, Lukian- und Cicero-Übersetzungen sind „bis heute nicht veraltet“.
Stilsicher geschmeidige Wortkunst und abgewogene denkerische Klugheit – ein Muster an reflexiver Aufklärung (vgl. Moderne) – machten Wieland zunächst zu einem der wirksamsten deutschen Dichter, zogen ihm aber auch die anhaltende Feindseligkeit der Nachfolgegenerationen mit deren Programmen der „Ächtheit“ bzw. der Gefühlskultur zu (vgl. Sturm und Drang, Romantik), denen seine Toleranz und freie Erotik, aber auch die Tendenz zur grazilen, rokokohaften Sprache missfielen. Er wurde als „Franzose“ und „kleines Schweinchen von der Herde des Epikur“ verspottet. So wurde er schon im 19. Jahrhundert unter den deutschen Klassikern der am wenigsten Gelesene. Im deutschsprachigen Raum gewann Wieland erst in der zweiten Hälfte des 20. Jahrhunderts durch die begeisterte Ehrenrettung Arno Schmidts wieder eine neue Leserschaft.
Wielands Aufklärungskonzept wurde im Roman Wieland or The Transformation: an American Tale (Wieland oder die Verwandlung: eine amerikanische Erzählung; 1798) des amerikanischen Schriftstellers Charles Brockden Brown verarbeitet. Protagonist des Romans ist Theodore Wieland, ein fiktiver Verwandter des Dichters, der im religiösen Wahn seine Familie tötet.

## Familie

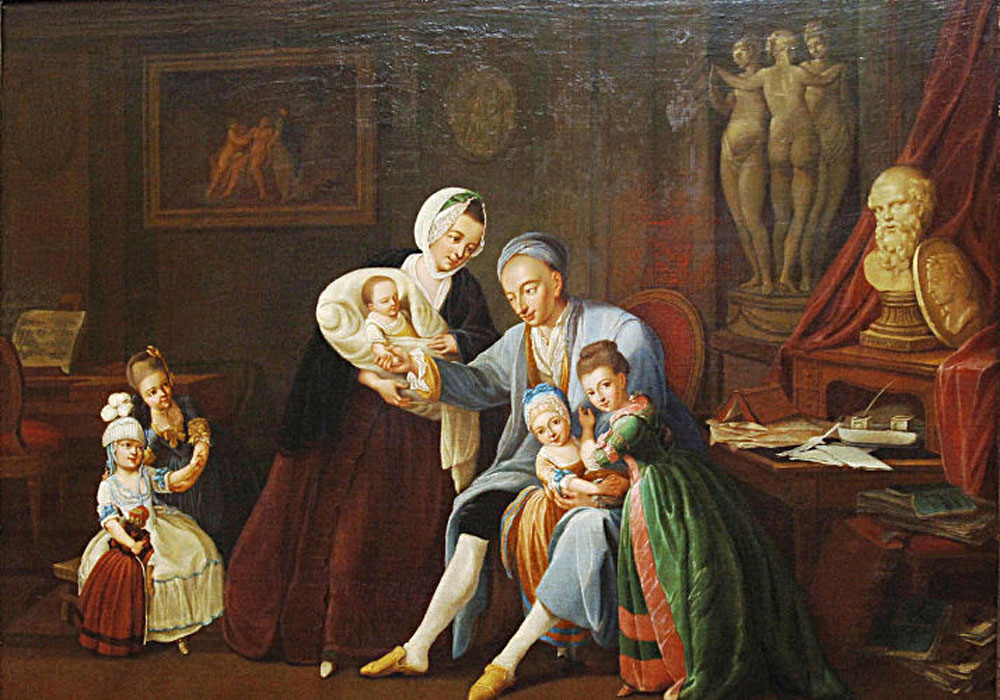
Christoph Martin Wieland mit seiner Frau Anna Dorothea Wieland, sowie den Kindern Sophie Katherine Wieland, Regine Dorothea Wieland, Karl Friedrich Wieland, Maria Karolina Wieland und Amalia Augusta Wieland

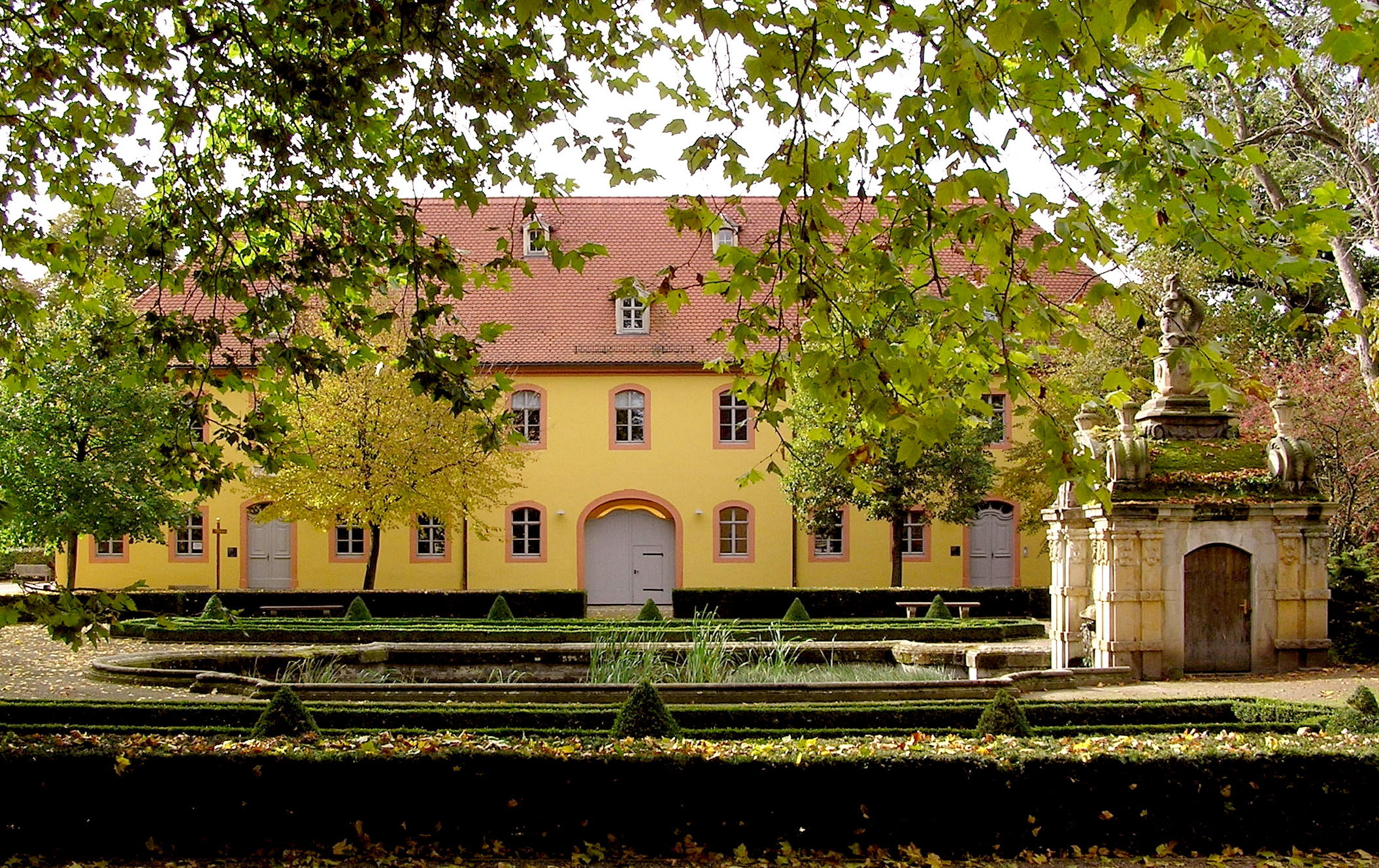
Museum im Gutshaus in Oßmannstedt

Wieland verheiratete sich am 21. Oktober 1765 mit Anna Dorothea von Hillenbrand (* 8. Juli 1746 in Augsburg; † 9. November 1801 in Oßmannstedt), der Tochter des Kaufmanns und Ratsherrn in Augsburg Johann David von Hillenbrand (* 14. März 1712 in Augsburg; † 16. Januar 1763 ebd.) und dessen Frau Maria Catharina von Thurm (* 29. September 1721 in Augsburg; † nach 1758). Von den Kindern kennt man:
- Sophie Catharina Susanna Wieland (* 19. Oktober 1768 in Biberach; † 1. September 1837 in Kiel) verheiratete sich am 18. Mai 1785 in Weimar mit dem Philosophen Carl Leonhard Reinhold
  - Karoline Friedrika Dorothea Reinhold (* 21. Oktober 1786 in Weimar)
  - Johann Gottfried Heinrich Karl Reinhold (* 3. August 1788 in Jena; † 27. April 1816 in Kiel) 1814 Privatdozent in Kiel, 1815 Dr. jur. und Universitätssyndikus
  - Gottlieb Leonhard Reinhold (* u. † 1790 in Jena)
  - Ernst Christian Gottlieb Jens Reinhold (* 18. Oktober 1793 in Jena; † 17. September 1855 ebd.) Philosophieprofessor in Jena
  - Heinrich August Friedrich Wilhelm Reinhold (* 2. Juni 1792 in Jena; † 9. November 1792 ebd.)
  - Friedrich Reinhold (* 1795 in Kiel) wurde dänischer Artillerieoffizier
- Karoline Maria Friederike Wieland (* 11. Mai 1770 in Erfurt; † 14. Mai 1851 in Jena) verheiratete sich am 28. September 1788 in Oßmannstedt mit dem Diakon der Stadtkirche in Jena Johann Salomo Gottlieb Schorcht (* um 1762/63 in Pfiffelbach; † 10. Juni 1792 in Buttelstedt)
  - Julie Caroline Amalie Schorcht (* 10. Dezember 1790 in Jena; † 4. Juni 1881 in Weimar) verheiratet am 29. April 1816 in Weimar mit dem geheimen Regierungsrat in Weimar Dr. Gustav Emminghaus (* 3. März 1791 in Jena; † 25. Februar 1859 in Weimar)
  - Karoline Wilhelmine Schorcht (* 24. Oktober 1792)
- Dorothea Wieland (* 9. Juni 1771 in Erfurt; † 7. März 1779 in Weimar)
- Auguste Amalie Wieland (* 14. April 1773 in Weimar; † 26. Februar 1858 in Eckersdorf/Schlesien) verh. I am 1. September 1788 in Oßmannstedt mit dem Pfarrer in Oßmannstedt August Jacob Liebeskind (get. 20. April 1758 in Weimar; † 12. Februar 1793 in Oßmannstedt), verh. II 12. Oktober 1801 in Oßmannstedt mit dem Rendanten in Eckersdorf/Schlesien Gottlieb Friedrich Erler (1773–1857) (1. So. 1. To.; II 4. Sö.)
  - Karoline Euphrosine Auguste Liebeskind (* 6. März 1790 in Oßmannstedt; † 1860)
  - Karl Wilhelm Liebeskind (* 6. März 1792 in Oßmannstedt; † 1867)
  - Ernst August Erler (1804–1855)
  - Friedrich August Erler (* 2. August 1802 in Oßmannstedt; † 1848)
- Karl Wieland (* 18. September 1774 in Weimar; † 5. November 1774 ebd.)
- Charlotte Louise Wieland (* 21. März 1776 in Weimar; † 29. Dezember 1816) verheiratet am 18. Juni 1795 Heinrich Gessner (Zurich 22. November 1768 – 19. Dezember 1813)
- Ludwig Friedrich August Wieland (* 28. Oktober 1777 in Weimar; † 12. Dezember 1819 in Jena) wurde Dichter
- Karl Friedrich Wieland (* 7. Dezember 1778 in Weimar; † 9. Juni 1856 ebd.) wurde großherzoglicher Rechnungsrat in Weimar, verheiratet im 16. Februar 1817 mit Johanna Friederike Wilhelmine Reyher (* 19. Februar 1795; † 10. August 1860 in Weimar), die Tochter des Justizrates Dr. jur. Theodor Traugott Reyher (1760–1846) in Apolda und dessen Frau Friederike Hammann.
  - Luise Friederike Caroline Wieland (* 4. Januar 1818 in Weimar; † 1823 ebd.)
  - Karl Gustav Martin Wieland (* 13. Dezember 1823 in Weimar; † 22. Juli 1847 in Heidelberg) war Student
  - Bianca Sophie Amalie Wieland (* 24. Oktober 1828 in Weimar; † 5. September 1845 ebd.)
  - Caroline Wilhelmine Wieland (* 20. Februar 1820 in Weimar; † 6. Dezember 1903 ebd.) verheiratet am 14. April 1842 mit dem Amtsadvokaten und Bürgermeister Karl Robert Peucer (* 20. Dezember 1811 in Buttstedt; † 19. März 1888 in Weimar)
    - Carl Friedrich Robert Peucer (1843–1937) Dr. jur., geheimer Justizrat, Oberlandesgerichtsrat in Colmar i. Els.
    - Hermann Peucer wurde königlich preußischer Leutnant
    - Maximilian Heinrich Peucer königlich sächsischer Landrichter in Dresden
    - Elisabeth Peucer (* 19. Juni 1854 in Weimar; † 2. Januar 1938 ebd.) verheiratet 15. September 1894 mit dem Apotheker in Stettin Kuno Hecht († 30. Oktober 1894 in Stettin)
- Philipp Wieland (* 20. Januar 1780 in Weimar; † 13. Januar 1794 ebd.)
- Wilhelm August Wieland (* 2. Februar 1781 in Weimar; † 22. September 1865 in Tepliwoda) wurde Ökonomieverwalter in Heinrichau/Schlesien und starb als großherzoglicher sächsischer Forstrendant, verheiratet im 3. Mai 1808 in Hertwigswalde[28] mit Josepha Louise Sauer (* um 1783; † 15. September 1869 Tepliwoda[29])
  - Marie Wieland verlobt mit Ernst Erler starb kurz vor ihrer Hochzeit.
- Juliane (Julie) Caroline Dorothea Wieland (* 27. März 1782 in Weimar; † 20. April 1809 ebd.) verheiratet 2. Dezember 1799 mit dem großherzoglich sächsischen Kammerpräsidenten Carl Wilhelm Constantin Stichling (* 10. April 1766 in Weimar; † 24. August 1836), der Sohn des Weimarer Kaufmanns Christoph Ernst Stichling
  - Karl Gustav Stichling (* 9. Januar 1801 in Weimar; † 1831 in Dornburg) Justizamtmann in Dornburg, verheiratet am 17. Juli 1827 in Weimar mit Bertha Kruse (* 4. April 1806 in Weimar); die Tochter des Weimarer Kamerrats Leopold Kruse
  - Amalia Stichling (1802–1853) verh. mit dem Hofadvokaten in Weimar Dr. jur. Karl Gottlieb Stäps
  - Juliane Sophie Friedricke Stichling (* 25. Oktober 1803 in Weimar; † 1876) verh. 4. September 1827 mit dem Ferdinand Reich (* 19. Februar 1799 in Bernburg/Saale; † 27. April 1882 in Freiberg/Sachsen)
- Wilhelmine Johanna Friederike Wieland (* 7. Juli 1786 in Weimar; † 29. April 1798 in Oßmannstedt)
- Auguste Friedericke Wieland (* 7. Juli 1786 in Weimar; † 26. Februar 1787 ebd.)
- Maria Luise Charlotte Wieland (* 3. Mai 1789 in Weimar; † 31. Juli 1815 in Jena) verh. Mai 1814 mit dem großherzogliche sächsischen geh. Regierungsrat Dr. jur. Gustav Emminghaus
  - Alexander Bernhard Martin Emminghaus (* 25. Juli 1815 in Jena; † 13. Januar 1888 in Weimar) großherzoglich sächsischer Rat und Ministerialrat in Weimar verheiratet I. mit Henriette Winkel (1821–1845) verh. II 1847 mit Louise Christiane Diemar (* 17. Mai 1818 in Ostheim; † 1904 in Weimar)

Seine Nichte war die Schauspielerin Felicitas Abt.

## Würdigungen
- 1805 wurde Wieland (zugleich mit Goethe, Hofrat Eichstädt sowie dem Herzoglich Weimarer Geheimen Rat Wilhelm von Wolzogen) als Ehrenmitglied an der Universität Moskau aufgenommen.[30]
- Wieland wurde 1808 (zugleich mit Goethe) von Napoleon zum Ritter der Ehrenlegion ernannt.[31]
- Zar Alexander I. verlieh ihm (ebenfalls zugleich mit Goethe) am Rande des Fürstenkongresses 1808 den Annenorden.[32]
- Mehrere Institutionen sind dem Leben und Werk Wielands gewidmet. In seinem Geburtshaus in Oberholzheim ist ein kleines Gedenkzimmer eingerichtet.
- In seiner Vaterstadt Biberach unterhält die Christoph Martin Wieland-Stiftung das Wieland-Archiv und ein Wieland-Museum. Wielands Gartenhaus in Biberach beherbergte bis 2008 die ständige Ausstellung „Gärten in Wielands Welt“. Heute befindet sich dort ein modernes Museum zum Leben und Wirken des Literaten.

- Das Wielandgut in Oßmannstedt wurde am 25. Juni 2005 als Museum und Forschungsstätte der Öffentlichkeit neu übergeben. In Biberach und Weimar erinnern außerdem Denkmäler an den Dichter.
- Der seit 1979 verliehene Christoph-Martin-Wieland-Preis ist ein deutscher Literaturpreis, der ihn als ersten Übersetzer von Shakespeare-Dramen würdigt und alle zwei Jahre (im September) in der Wielandstadt Biberach an der Riß für herausragende Übersetzungen verliehen wird.
- In Weimar trägt eine staatliche Grundschule, in der nach dem Jena-Plan unterrichtet wird, den Namen „Christoph Martin Wieland“, und in Biberach an der Riß gibt es ein Wieland-Gymnasium.
- In seinem Geburtsort Oberholzheim wurde der Kindergarten nach ihm benannt: Kindertagesstätte Christoph-Martin-Wieland
- Am 11. April 1998 wurde der Asteroid (8108) Wieland nach ihm benannt.
- In Klagenfurt gibt es eine Christof-Martin-Wieland-Straße (⊙).

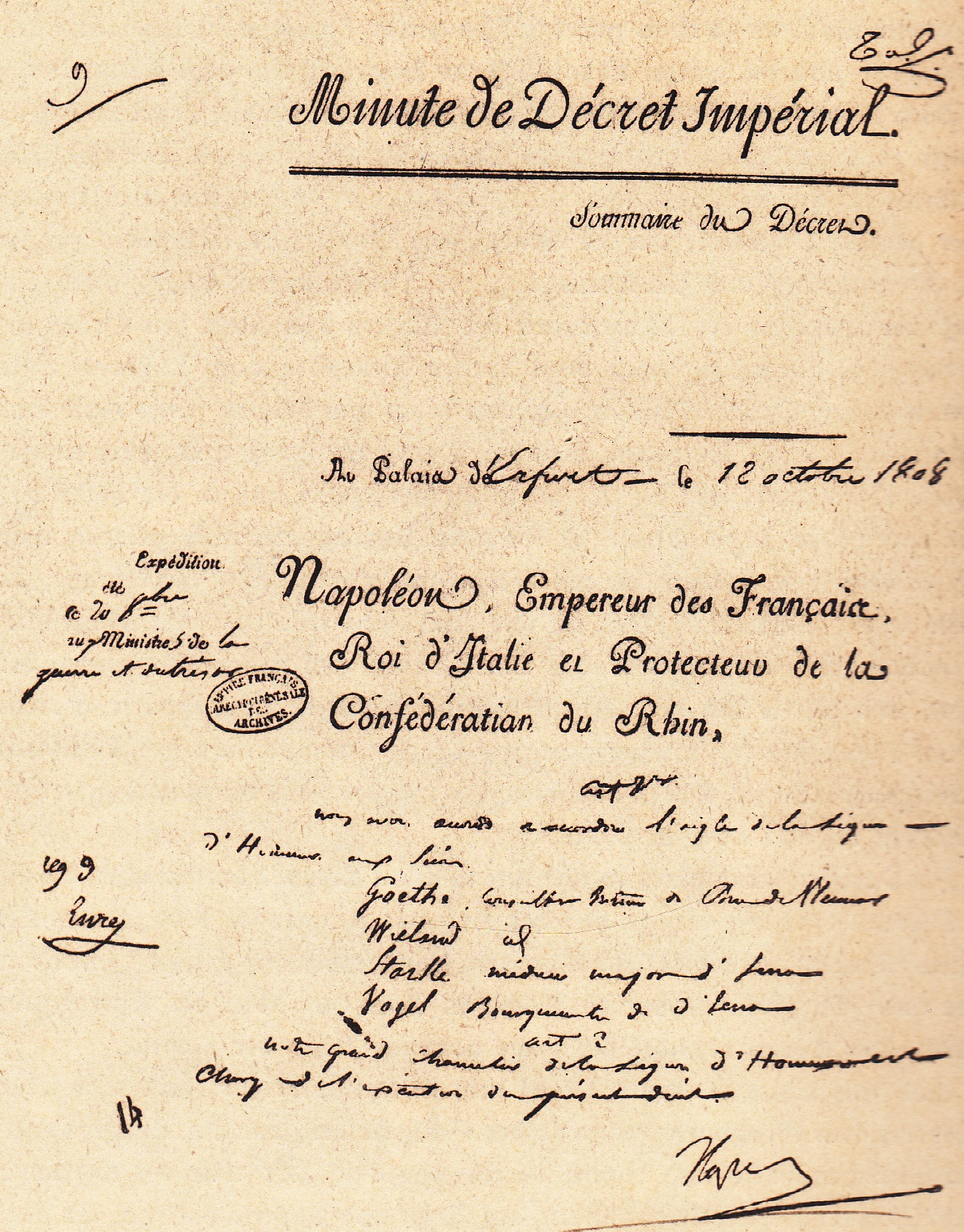
Dekret Napoleons zur Ernennung von Goethe, Wieland, Starke und Vogel zu Rittern der Ehrenlegion (12. Oktober 1808)
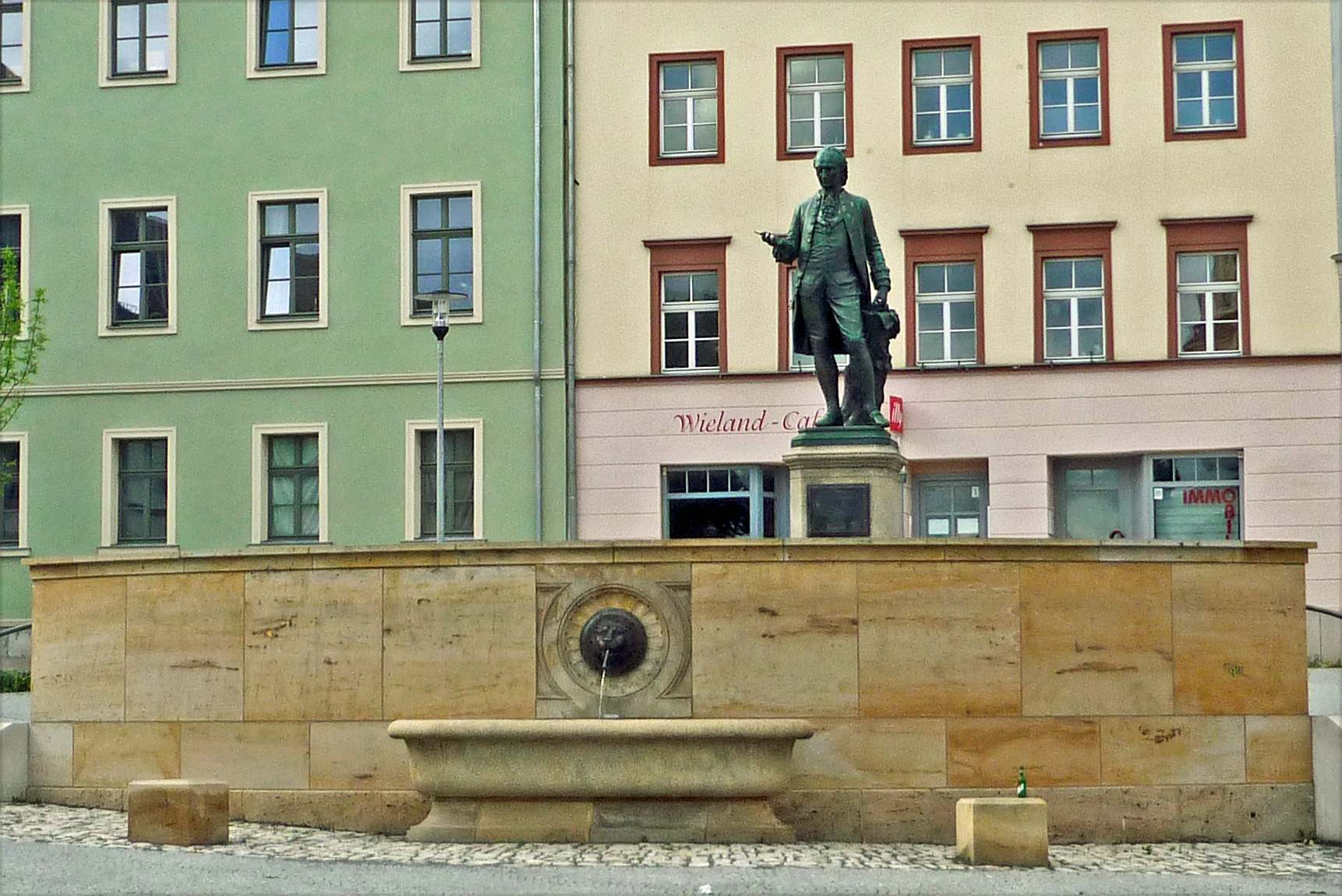
Wieland-Brunnen und Denkmal im Zentrum des Wieland-Platzes in Weimar
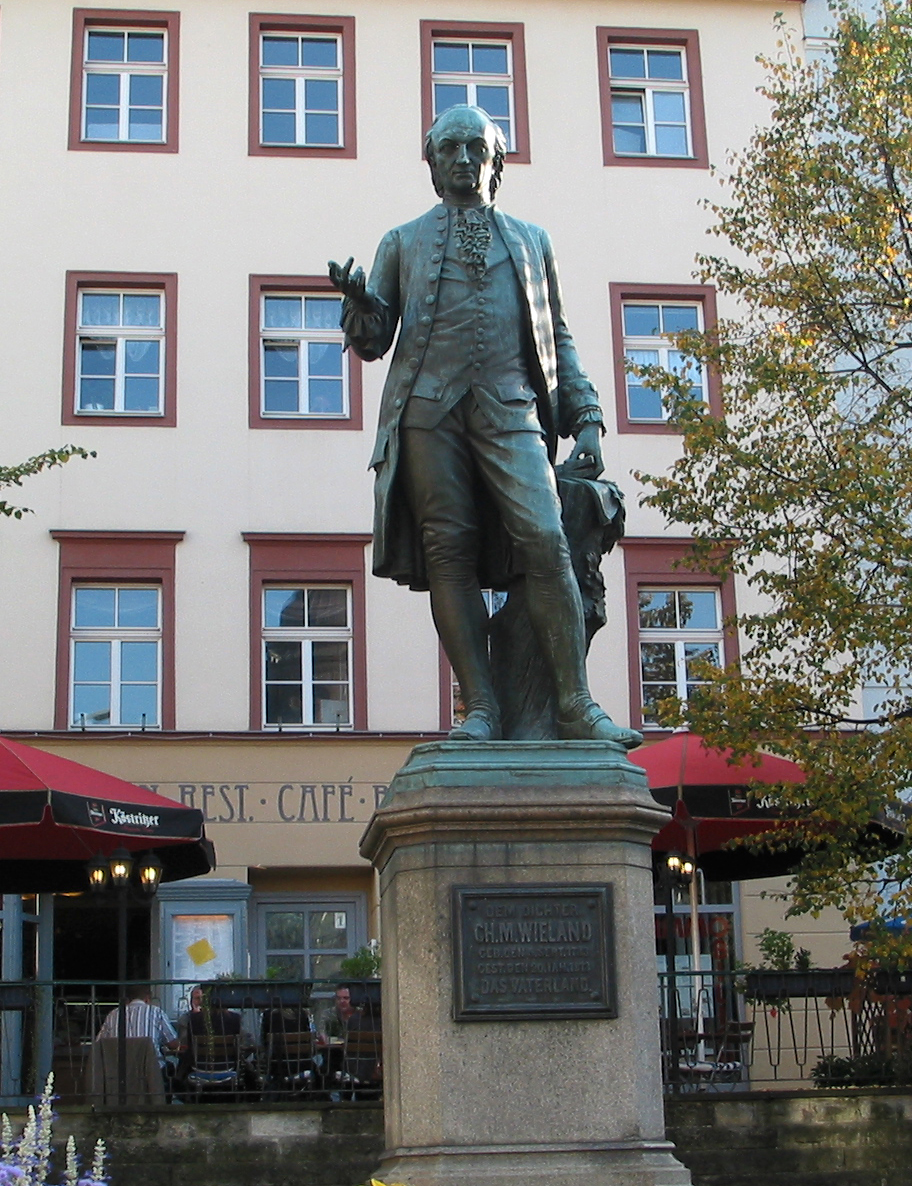
Wieland-Denkmal in Weimar von Hanns Gasser, enthüllt 1857
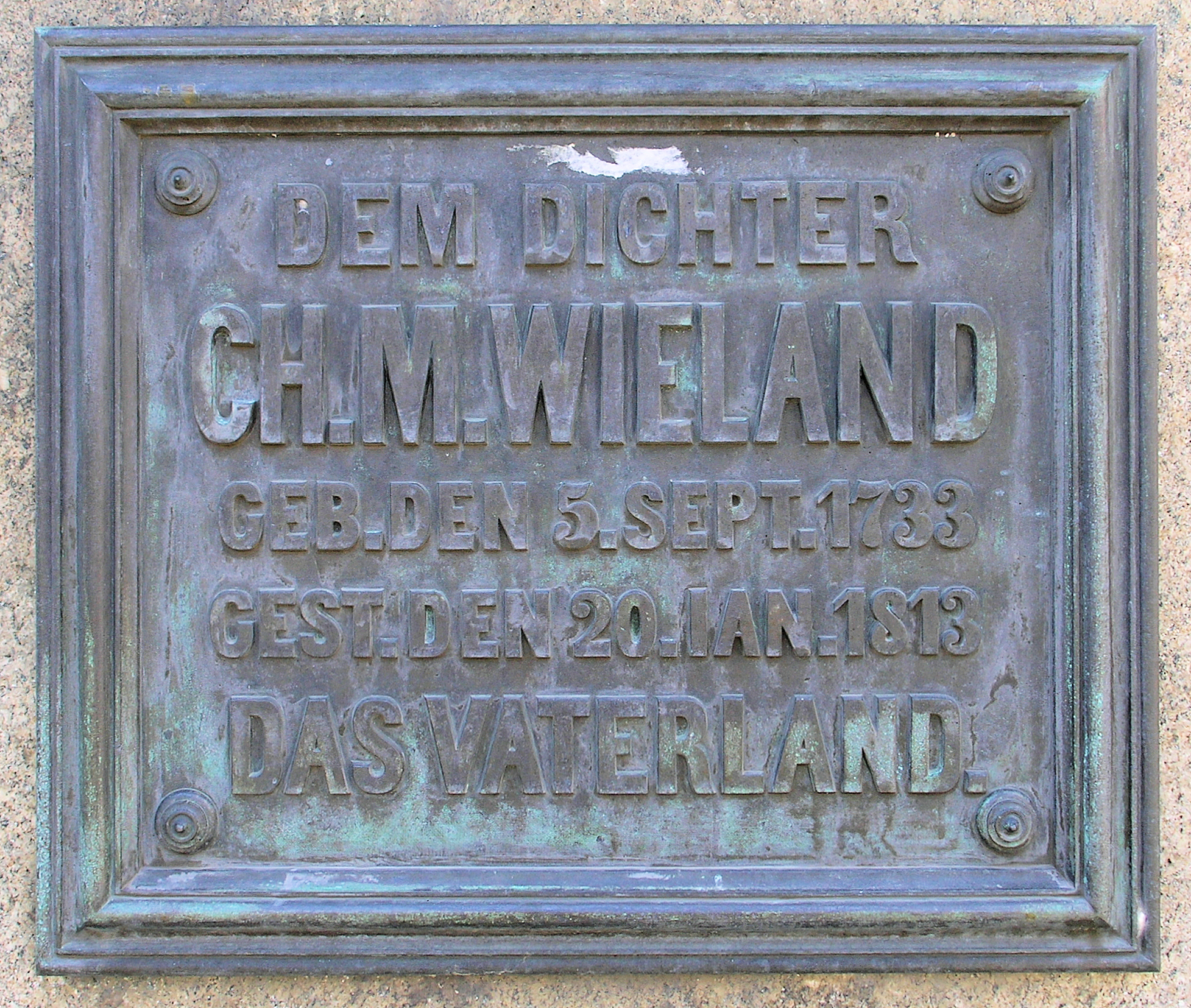
Gedenktadfel in Weimar (Wielandplatz)
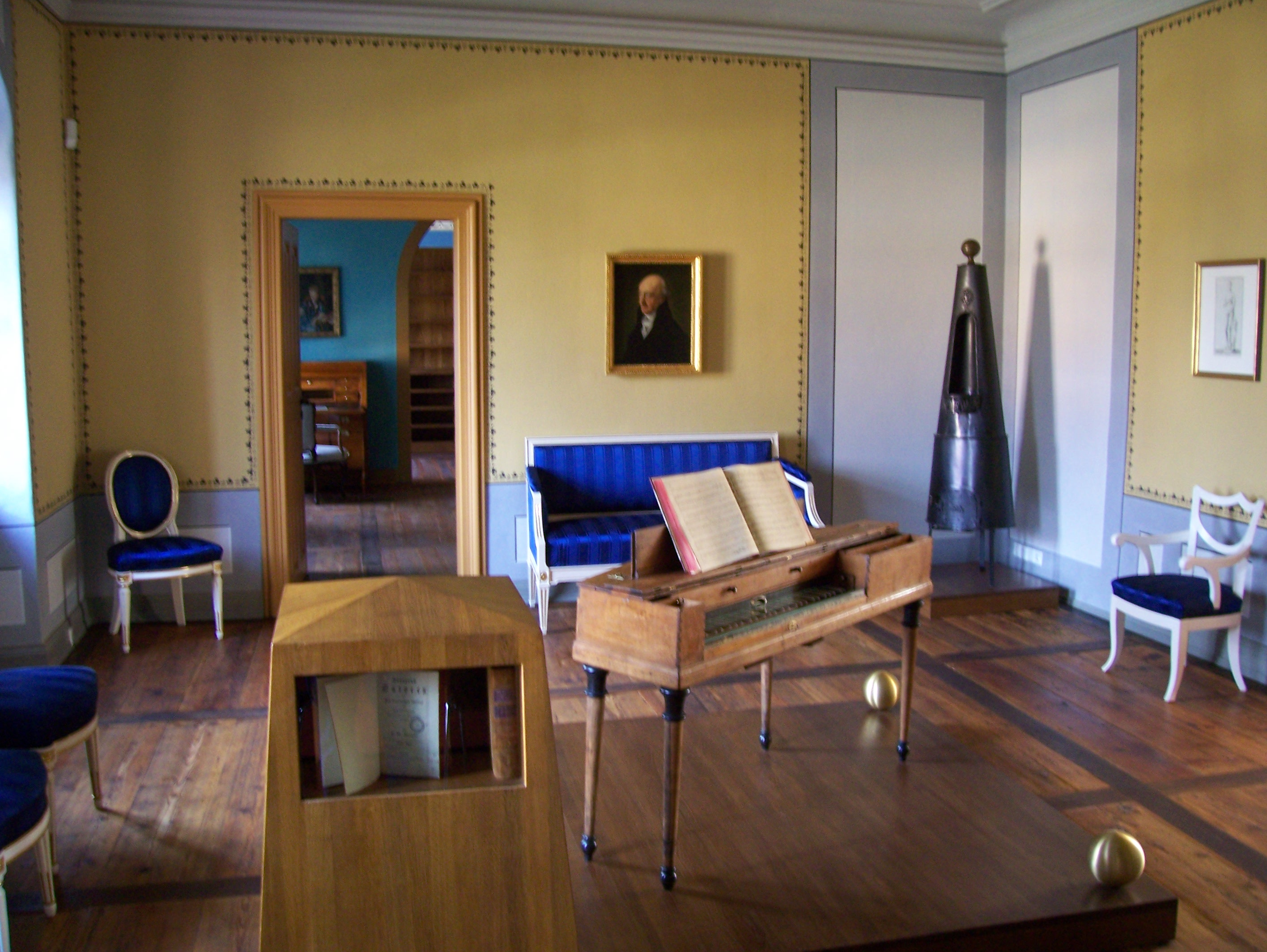
Museum in Oßmannstedt
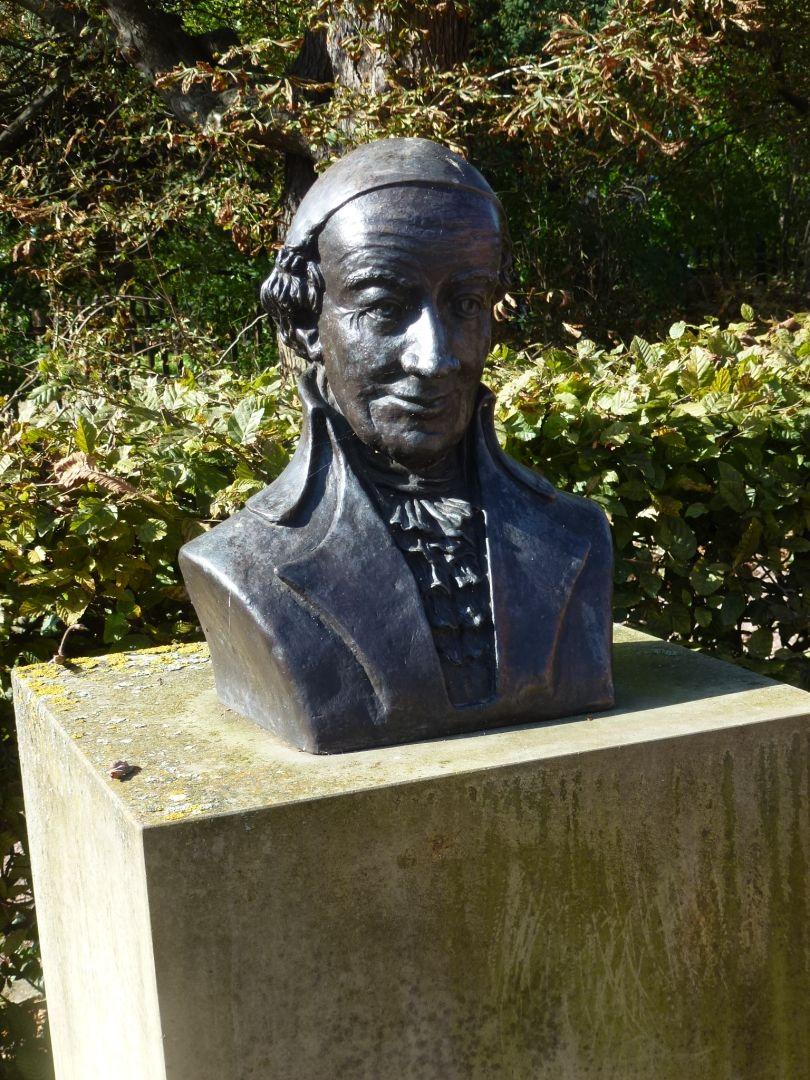
Büste im Oßmannstedter Garten
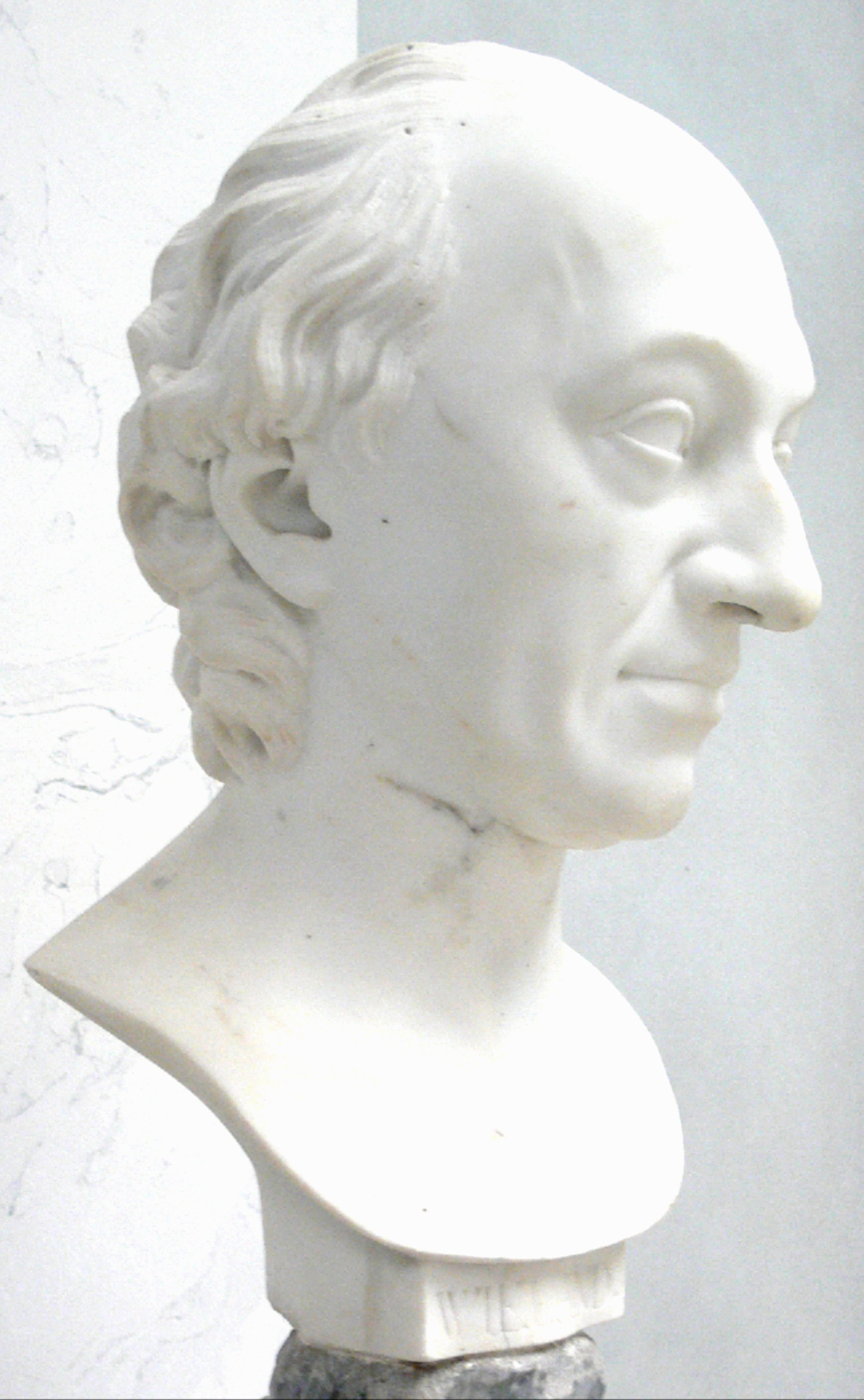
Büste von Johann Gottfried Schadow in der Alten Nationalgalerie Berlin
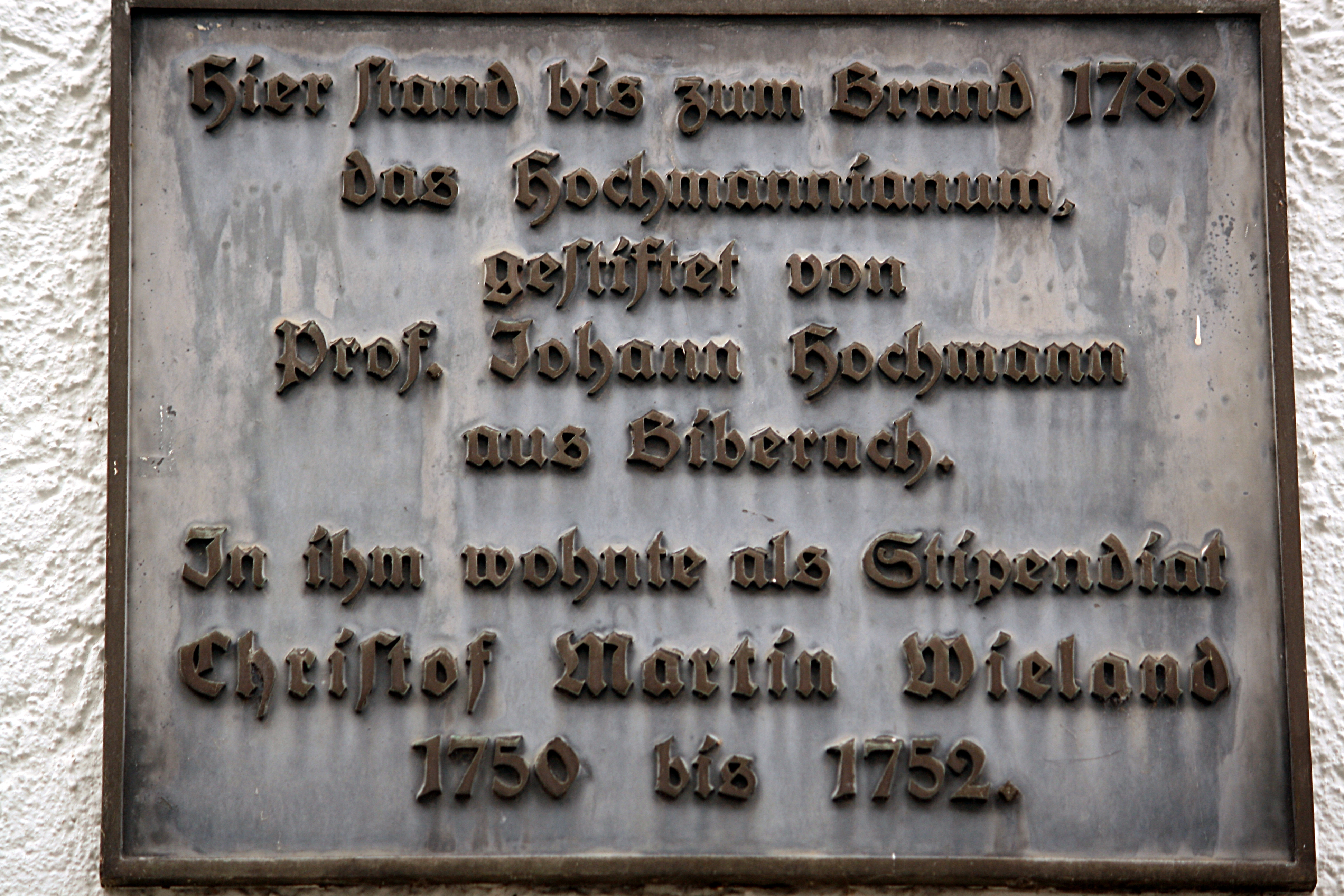
Gedenktafel in der Pfleghofstraße in Tübingen
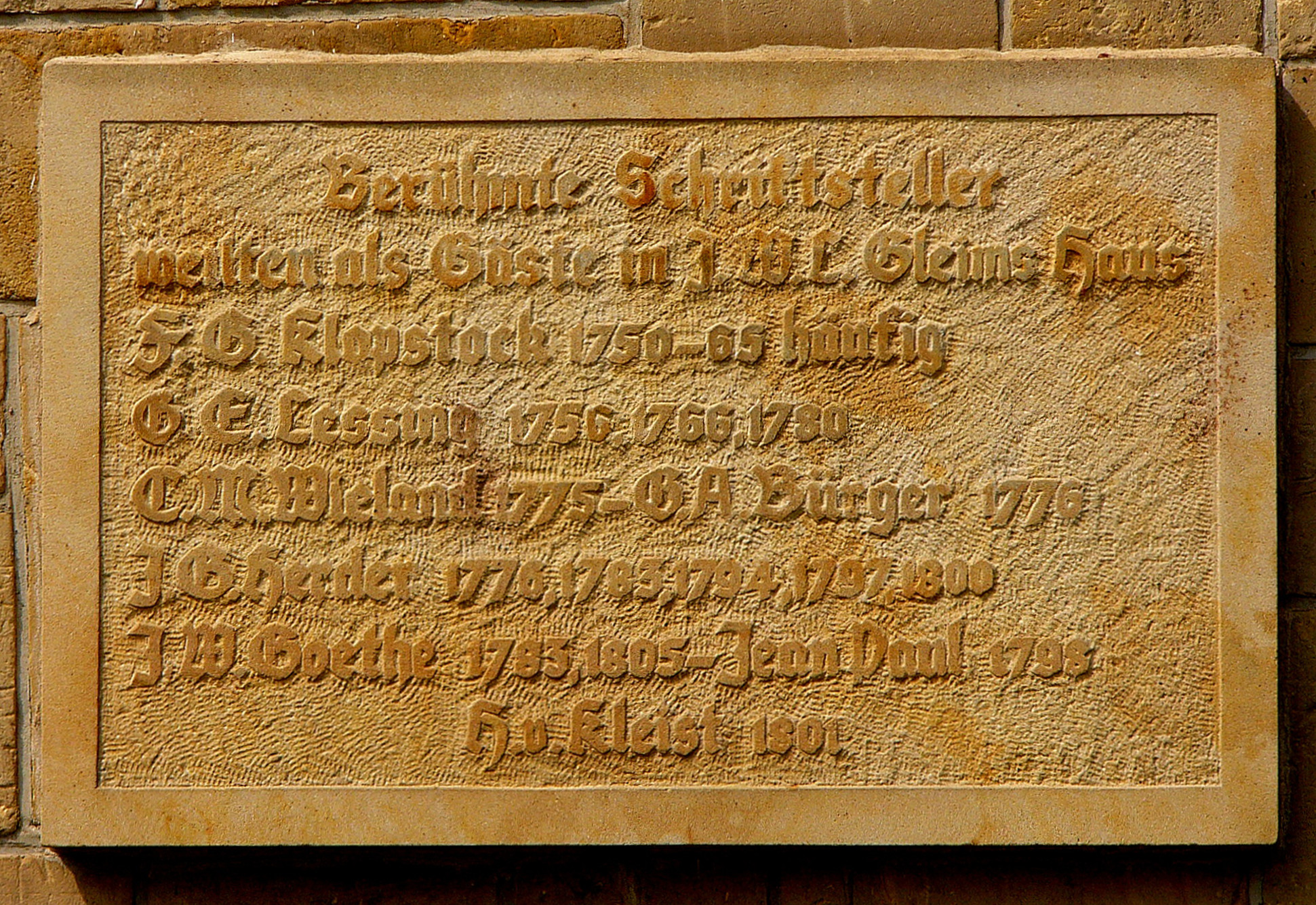
1775 weilte C. M. Wieland im Gleimhaus zu Halberstadt
Biberacher Notgeld von 1923 mit Wielandporträt
Briefmarkenblock der Sowjetischen Besatzungszone, Thüringen, für den Wiederaufbau des Weimarer Nationaltheaters
DDR 1973

## Werke

### Lyrik und Prosa

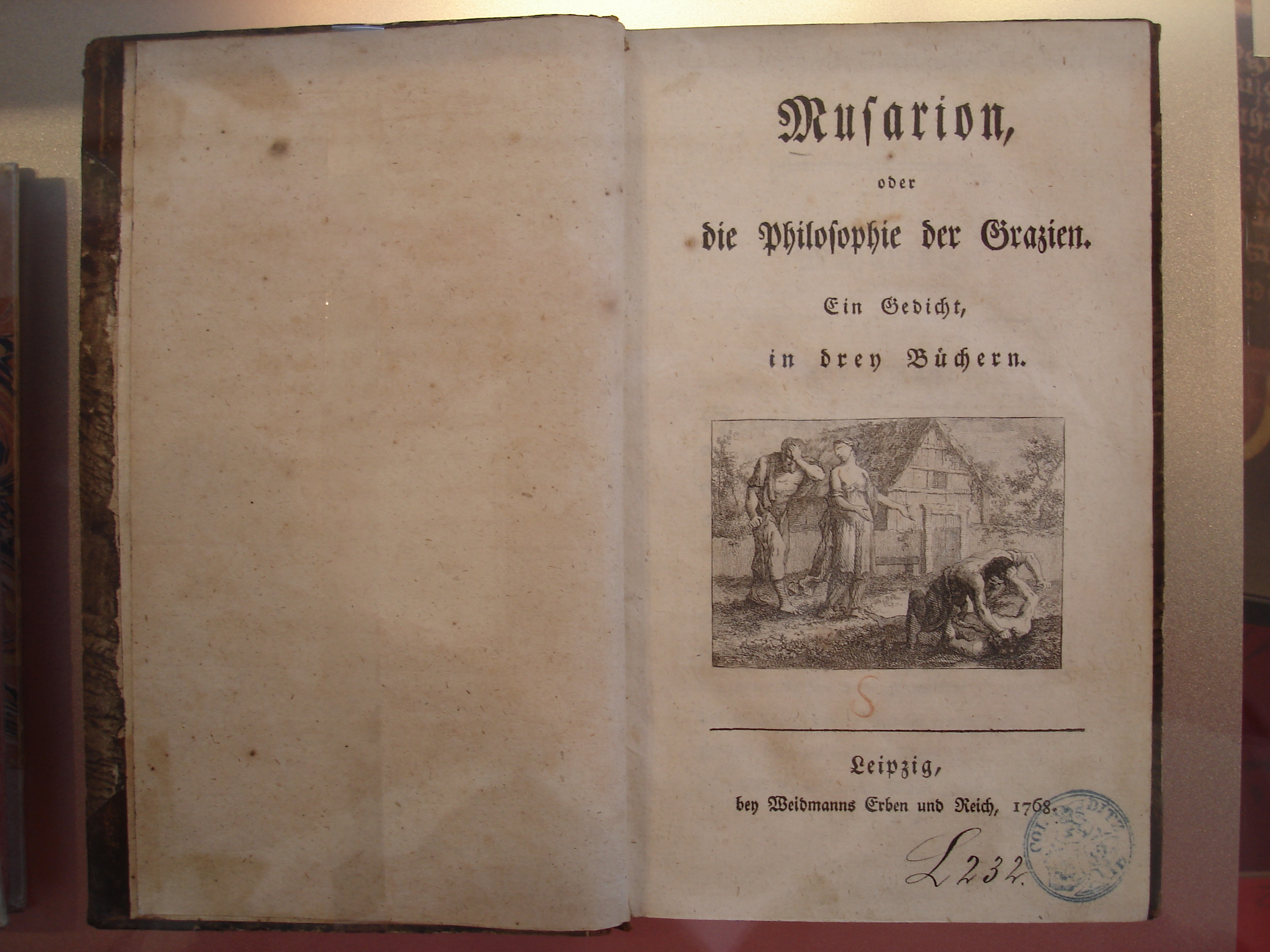
Titelblatt der Musarion

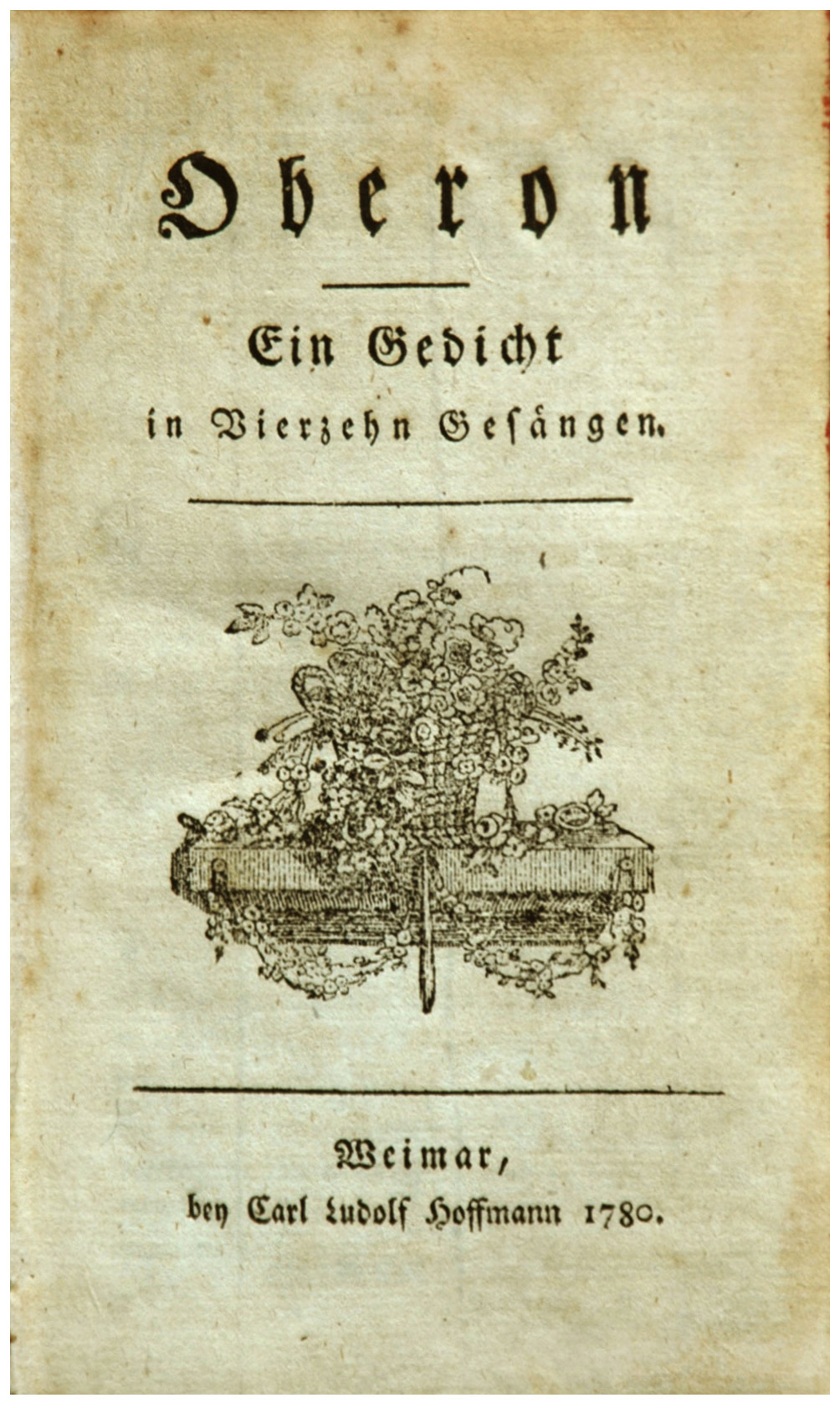
Titelblatt der Erstausgabe

Für ein Verzeichnis aller Erstausgaben: siehe Wikisource.

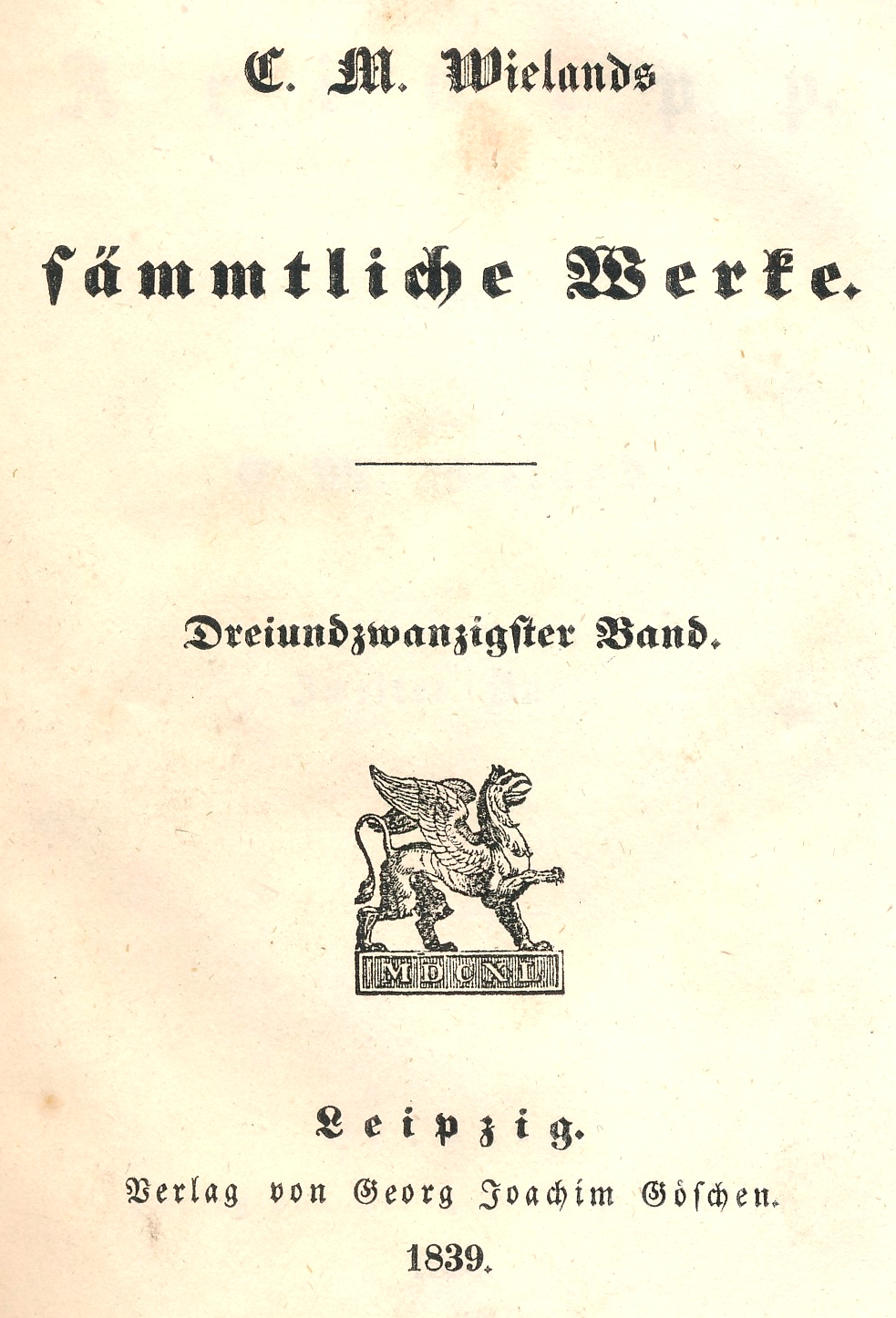
C. M. Wielands sämmtliche Werke, G. J. Göschen’sche Verlagsbuchhandlung, Leipzig 1839 (Titelseite des 23. Bandes)

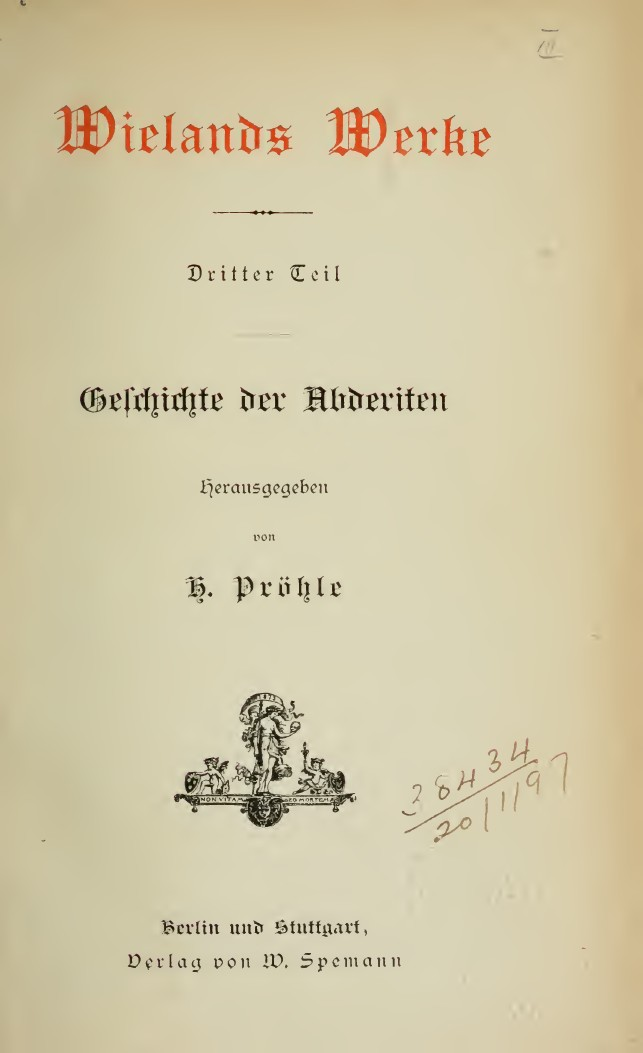
Geschichte der Abderiten (1887)

- Die Natur der Dinge. Lehrgedicht. 1752.
- Lobgesang auf die Liebe. 1751.
- Hermann. Epenfragment. 1751, Erstdruck 1882.
- Zwölf moralische Briefe in Versen. Heilbronn 1752.
- Der Frühling. 1752.
- Anti-Ovid oder die Kunst zu lieben. 1752.
- Erzählungen. 1752.
- Briefe von Verstorbenen an hinterlassene Freunde. 1753.
- Der geprüfte Abraham. 1753.
- Erinnerungen an eine Freundin. 1754.
- Hymnen. 1754.
- Ode auf die Geburt des Erlösers. 1754.
- Ankündigung einer Dunciade für die Deutschen. 1755.
- Gespräch des Socrates mit Timoclea, von der scheinbaren und wahren Schönheit. 1756.
- Sympathien. 1756.
- Empfindungen eines Christen. 1757.
- Lady Johanna Gray. Ein Trauerspiel. 1758.
- Theages oder Unterredungen von Schönheit und Liebe. 1758.
- Cyrus. 1759.
- Araspes und Panthea. Eine moralische Geschichte in einer Reihe von Unterredungen. 1760.
- Clementina von Porretta. Ein Trauerspiel. 1760.
- Der Sieg der Natur über die Schwärmerei oder die Abenteuer des Don Sylvio von Rosalva. Roman. Ulm 1764.
- Comische Erzählungen. 1765.
- Geschichte des Agathon. Roman, 1. Teil u. 2. Teil. Frankfurt und Leipzig, d.i.Zürich, 1766 und 1767, Urfassung.
- Musarion, oder die Philosophie der Grazien. Versdichtung. Leipzig 1768.
- Idris und Zenide. Leipzig 1768.
- Nadine. Leipzig 1769.
- Die Geschichte des (Prinzen) Biribinker(s). Ulm 1769 (aus: Don Sylvio, 1764, erstes Kunstmärchen in deutscher Sprache)[33][34]
- Koxkox und Kikequetzel. Eine mexicanische Geschichte. Ein Beitrag zur Naturgeschichte des sittlichen Menschen. 1769–70.
- Combabus. Leipzig 1770.
- Die Grazien. Leipzig 1770.
- Sokrates mainomenos oder die Dialogen des Diogenes von Sinope. 1770.
- Beiträge zur geheimen Geschichte des menschlichen Verstandes und Herzens. 1770.
- Der neue Amadis. Leipzig 1771.
- Der goldne Spiegel oder die Könige von Scheschian, eine wahre Geschichte. Roman. Leipzig 1772.
- Alceste. Deutsches Singspiel. Leipzig 1773; Uraufführung: Weimar, 25. Mai 1773.
- Die Wahl des Herkules. Eine dramatische Cantate. 1773.
- Der verklagte Amor. Ein Gedicht. 1774.
- Stilpon oder die Wahl eines Oberzunftmeisters von Megara. 1774.
- Die Geschichte der Abderiten. Roman. Leipzig 1774–1780.
- Das Urteil des Midas. Ein komisches Singspiel. 1775 (nach Ovids Musikwettstreit zwischen Pan und Apollo).
- Geschichte des Philosophen Danischmende. 1775.
- Der Mönch und die Nonne auf dem Mittelstein. Ein Gedicht in drei Gesängen. 1775.
- Titanomachia oder das neue Heldenbuch. Ein burleskes Gedicht. 1775.
- Das Wintermärchen. Verserzählung. 1776.
- Liebe um Liebe. 1776.
- Ein Fragment über den Charakter des Erasmus von Rotterdam. 1776.
- Geron, der Adlige. Eine Erzählung aus König Artus Zeit. 1777.
- Das Sommermärchen oder des Maultiers Zaum. 1777.
- Gedanken über die Ideale der Alten. 1777.
- An Olympia. 1777.
- Hann und Gulpenheh. Verserzählung. Weimar 1778.
- Der Vogelsang oder die drei Lehren. 1778.
- Fragmente von Beiträgen zum Gebrauch derer, die sie brauchen können oder wollen. 1778.
- Schach Lolo. Verserzählung. Weimar 1778.
- Pervonte oder die Wünsche. Ein neapolitanisches Märchen. 1778–1796.
- Rosamund. Ein Singspiel. 1778.
- Gespräche im Elysium. 1780–82.
- Briefe an einen jungen Dichter. 1782/84.
- Clelia und Sinibald. Eine Legende aus dem zwölften Jahrhundert. 1783–84.
- Oberon. Märchenepos; Verserzählung. Weimar 1780 (Digitalisat und Volltext im Deutschen Textarchiv); gekürzte Fassung: Leipzig 1784.
- Dschinnistan. Drei Bände. Winterthur 1786–1789.
- Das Geheimnis des Kosmopolitenordens. 1788.
- Über die Rechtmäßigkeit des Gebrauchs welchen die Französische Nation dermalen von ihrer Aufklärung und Stärke macht. Eine Unterredung zwischen Walther und Adelstan. In: Der Teutsche Merkur vom Jahre 1789, Drittes Vierteljahr, S. 225–262.
- Geheime Geschichte des Philosophen Peregrinus Proteus. Roman. Leipzig 1791 (Vorabdruck Weimar 1788–89).
- Göttergespräche. 1790–1793.
- Die Wasserkufe oder der Einsiedler und die Seneschallin von Aquilegia. 1795.
- Agathodämon. Roman. Leipzig 1796–1797.
- Aristipp und einige seiner Zeitgenossen. Briefroman, vier Bände. Göschen, Leipzig 1800–1802.
- Das Hexameron von Rosenhain. 1803–1805.
- Menander und Glycerion. Ein Liebesroman in Briefen. Göschen, Leipzig 1804.
- Krates und Hipparchia. 1805.

### Übersetzungen

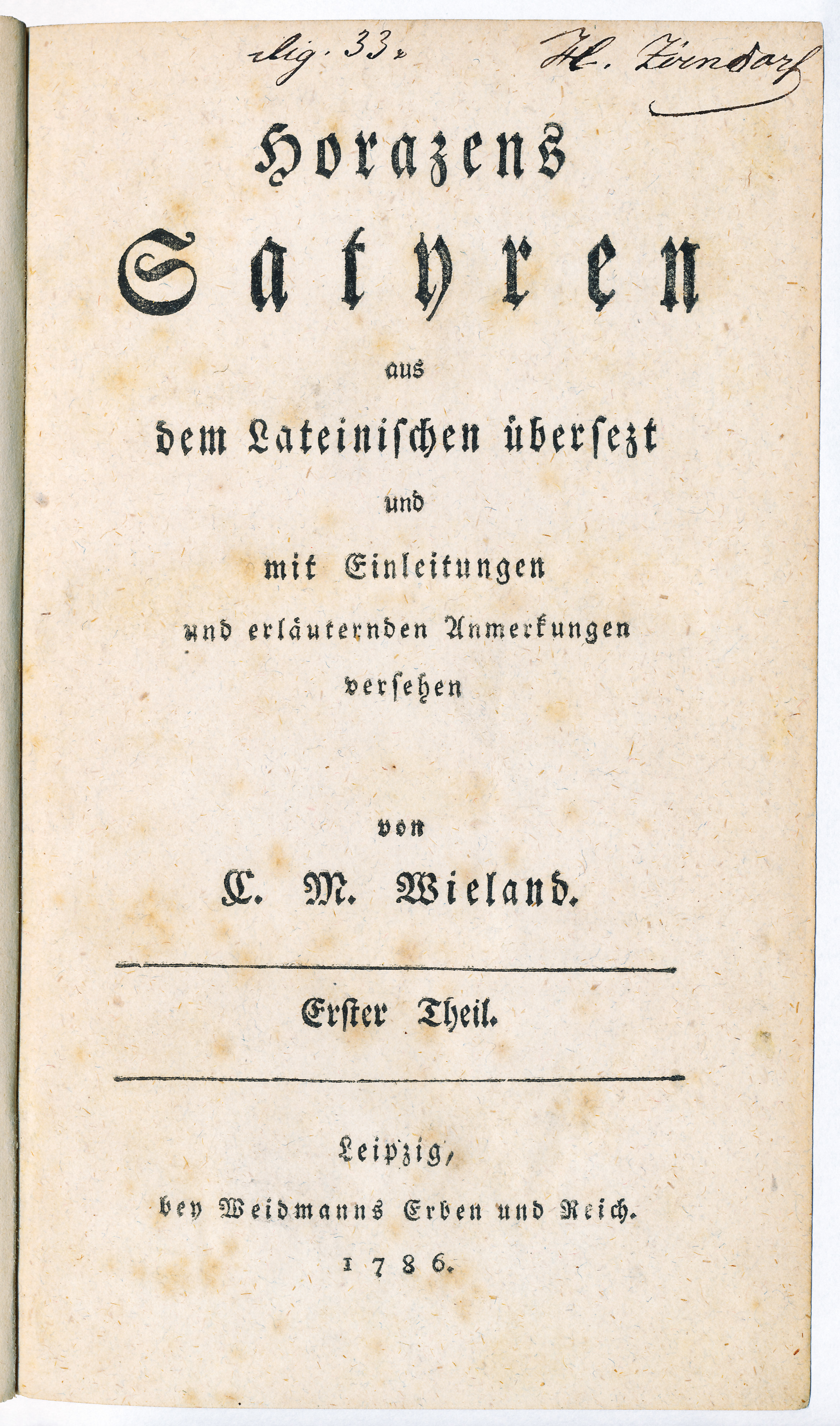
Titelseite von Band 1 der Übersetzung der horazischen Satyren

- William Shakespeare: Dramen. Acht Bände. Zürich 1762–1766. 1995 neu herausgegeben von Hans und Johanna Radspieler.
- Stabat mater: Übertragung ins Deutsche. In: Der Teutsche Merkur, Weimar/Oßmannstedt, Februar 1781.
- Horaz: Briefe. Leipzig 1782.
- Horaz: Satiren. Leipzig 1786.
- Lukian von Samosata: Sämtliche Werke. Sechs Bände. Leipzig 1788–1789.
- Isokrates: Panegyrikos. In: Attisches Museum 1796.
- Aristophanes: Die Acharner, Die Ritter, Die Vögel, Die Wolken. In: Der Neue Teutsche Merkur, Attisches Museum, Neues Attisches Museum 1794–1806
- Xenophon: Sokratische Denkwürdigkeiten, mit dem Versuch über das Xenofontische Gastmahl von Wieland (Reihe Die Andere Bibliothek). Eichborn, Frankfurt am Main 1998.
- Euripides: Helena, Ion. In: Attisches Museum, Neues Attisches Museum 1803–1808.
- Marcus Tullius Cicero: Sämtliche Briefe. Sieben Bände. Zürich 1808–1821 (vollendet von Friedrich David Gräter).

### Herausgeberschaften
- Sophie von La Roche: Geschichte des Fräuleins von Sternheim. Von einer Freundin derselben aus Original-Papieren und andern zuverläßigen Quellen gezogen. Herausgegeben von Christoph Martin Wieland. Zwei Bände. Weidmanns Erben und Reich, Leipzig 1771 (anonym erschienen).
- Die deutschen Volksmährchen von Johann August Musäus. Herausgegeben von Christoph Martin Wieland. Fünf Teile. In der Ettingerschen Buchhandlung, Gotha 1804 f. [erster Theil: 1804; 2.–5. Theil: 1805].

### Werkausgaben
- Gesammelte Schriften. Abt. I: Werke. Abt. II: Übersetzungen. Herausgegeben von der Deutschen Kommission der Königlich Preußischen Akademie der Wissenschaften [seit 1945 von der Deutschen Akademie der Wissenschaften zu Berlin, seit 1969 von der Akademie der Wissenschaften der DDR durch Hans Werner Seiffert]. Berlin 1909–1975. Abgeschlossen, d. h. mit Apparatbänden, liegen vor Bde. I/6, I/9, I/12–15, I/18, I/20–23, II/1–3; ohne Apparatbände liegen vor Bde. I/1, I/2, I/3, I/4, I/7, I/10, I/17, II/4, II/9–10; es fehlen die Bde. I/5, I/16, I/19, II/5–8.
- Wielands Briefwechsel. 20 Bde. Herausgegeben von der Deutschen Akademie der Wissenschaften zu Berlin, Institut für deutsche Sprache und Literatur [ab Band 2, 1968, durch Hans Werner Seiffert; ab Band 3, 1975, hrsg. von der Akademie der Wissenschaften der DDR, Zentralinstitut für Literaturgeschichte durch Hans Werner Seiffert; ab Band 7, 1992, hrsg. von der Akademie der Wissenschaften Berlin durch Siegfried Scheibe, ab 1993 von der Berlin-Brandenburgischen Akademie der Wissenschaften durch Siegfried Scheibe]. Berlin, 1963–2007.
- Werke in zwölf Bänden. Hrsg. von Gonthier-Louis Fink, Manfred Fuhrmann, Sven Aage Jorgensen, Klaus Manger und Hansjörg Schelle, Deutscher Klassiker Verlag 1986–1988. (Das Erscheinen dieser Ausgabe wurde nach drei von zwölf Bänden abgebrochen, nachstehend ist der ursprüngliche Editionsplan angegeben.)
  - [Nicht erschienen] Band 1: Gedichte / Versepik 1752–1772
  - [Nicht erschienen] Band 2: Versepik 1773–1795
  - Band 3: Geschichte des Agathon, hrsg. von Klaus Manger, 1986, ISBN 3-618-61630-9.
  - Band 4: Aristipp und einige seiner Zeitgenossen, hrsg. von Klaus Manger, 1988, ISBN 3-618-61640-6.
  - [Nicht erschienen] Band 5: Erzählende Prosa I: Don Sylvio von Rosalva / Diogenes von Sinope / Der Goldne Spiegel
  - [Nicht erschienen] Band 6: Erzählende Prosa II: Geschichte der Abderiten / Peregrinus Proteus / Agathodämon
  - [Nicht erschienen] Band 7: Theoretische Prosa 1756–1778 / Märchen / Novellen / Dramen
  - [Nicht erschienen] Band 8: Theoretische Prosa 1778–1805 / Gespräche unter vier Augen / Göttergespräche
  - Band 9: Übersetzungen I. Übersetzung des Horaz, hrsg. von Manfred Fuhrmann, 1986, ISBN 3-618-61690-2.
  - [Nicht erschienen] Band 10: Übersetzungen II. Übersetzungen des Lukian
  - [Nicht erschienen] Band 11: Übersetzungen III. Übersetzungen sämtlicher Briefe Ciceros I
  - [Nicht erschienen] Band 12: Übersetzungen IV. Übersetzungen sämtlicher Briefe Ciceros II
- Werke in Einzelausgaben. Herausgegeben von Jan Philipp Reemtsma, Hans und Johanna Radspieler:
  - Peregrinus Proteus. Nördlingen 1985, ISBN 3-921568-23-4.
  - Politische Schriften, insbesondere zur Französischen Revolution. 3 Bände. Nördlingen 1988, ISBN 3-921568-79-X.
  - Schriften zur deutschen Sprache und Literatur. 3 Bände. Frankfurt am Main 2005, ISBN 978-3-458-17269-7.
  - Agathodämon. Insel-Verlag, Frankfurt am Main 2008, ISBN 978-3-458-17406-6.
- Sämmtliche Werke. Herausgegeben von der Hamburger Stiftung zur Förderung von Wissenschaft und Kultur zusammen mit dem Wieland-Archiv in Biberach an der Riß und Hans Radspieler. Reprint Greno, Hamburg 1984, ISBN 3-921568-10-2.
- Werke. Oßmannstedter Ausgabe. Historisch-kritische Ausgabe. Herausgegeben von Klaus Manger, Hans-Peter Nowitzki und Jan Philipp Reemtsma. De Gruyter, Berlin und New York, seit 2008.[35][36]
- Ein paar Goldkörner oder Was ist Aufklärung? Ein Lesebuch, hrsg. und kommentiert von Jan Philipp Reemtsma und Hans-Peter Nowitzki, Wallstein, Göttingen 2022, ISBN 978-3-8353-5128-8.
- Wieland. Studienausgabe in Einzelbänden. Herausgegeben von Jan Philipp Reemtsma und Hans-Peter Nowitzki. Wallstein, Göttingen, seit 2022 (der Text dieser Ausgabe ist identisch (seiten- und zeilenidentisch) mit der Oßmannstedter Ausgabe):
  - Aristipp und einige seiner Zeitgenossen. Roman, hrsg. von Jan Philipp Reemtsma und Hans-Peter Nowitzki unter Mitarbeit von Clara Innocenti, Wallstein, Göttingen 2022, ISBN 978-3-8353-5327-5.
  - Don Sylvio von Rosalva. Roman, hrsg. von Jan Philipp Reemtsma und Hans-Peter Nowitzki unter Mitarbeit von Clara Innocenti, Wallstein, Göttingen 2023, ISBN 978-3-8353-5446-3.
  - Comische Erzählungen., hrsg. von Jan Philipp Reemtsma und Hans-Peter Nowitzki unter Mitarbeit von Clara Innocenti, Wallstein, Göttingen 2023, ISBN 978-3-8353-5336-7.
  - Idris und Zenide. Ein romantisches Gedicht, hrsg. von Jan Philipp Reemtsma und Hans-Peter Nowitzki, Wallstein, Göttingen 2024, ISBN 978-3-8353-3608-7.